# Straßenradsport-Europameisterschaften 2024
Die Straßenradsport-Europameisterschaften 2024 (2024 UEC Road European Championships) der Union Européenne de Cyclisme fanden vom 11. bis 15. September 2024 in der belgischen Provinz Limburg statt.

## Verlauf
Die Europameisterschaften fanden zwischen den beiden Orten Heusden-Zolder und Hasselt statt. Start aller Rennen war am Velodroom Limburg, das auf dem Gelände des Circuit Zolder liegt; das Ziel war jeweils auf der Koning Baudewijnlaan in Hasselt.
Es standen 14 Entscheidungen auf dem Programm, jeweils ein Straßenrennen und ein Einzelzeitfahren für Frauen und Männer in den Kategorien Elite, U23 und Junioren. An Mannschaftswettbewerben gab es Mixed-Staffeln in den Kategorien Elite und Junioren. Gemeldet waren 959 Fahrerinnen und Fahrer aus 37 Ländern.
Die Wettkämpfe fanden parallel mit den kanadischen WorldTour-Rennen GP de Québec und GP de Montréal statt, denen zahlreiche Fahrer den Vorzug gaben. Großbritannien beteiligte sich zum wiederholten Mal nicht an den Europameisterschaften.

## Zeitplan
| Datum                     | Zeit (MEZ) | Wettkampf                       | Distanz (km) | Startort       | Karte | Zielort | Europameister 2023  | Europameister 2024 |
| ------------------------- | ---------- | ------------------------------- | ------------ | -------------- | ----- | ------- | ------------------- | ------------------ |
| Mittwoch, 11. September   | 09:00      | Juniorinnen – Einzelzeitfahren  | 13,3         | Heusden-Zolder |       | Hasselt | Federica Venturelli | Paula Ostiz        |
| Mittwoch, 11. September   | 10:15      | Junioren – Einzelzeitfahren     | 31,2         | Heusden-Zolder |       | Hasselt | Albert Philipsen    | Michiel Mouris     |
| Mittwoch, 11. September   | 11:45      | Frauen U23 – Einzelzeitfahren   | 31,2         | Heusden-Zolder |       | Hasselt | Zoe Bäckstedt       | Anniina Ahtosalo   |
| Mittwoch, 11. September   | 13:15      | Männer U23 – Einzelzeitfahren   | 31,2         | Heusden-Zolder |       | Hasselt | Alec Segaert        | Alec Segaert       |
| Mittwoch, 11. September   | 15:00      | Frauen Elite – Einzelzeitfahren | 31,2         | Heusden-Zolder |       | Hasselt | Marlen Reusser      | Lotte Kopecky      |
| Mittwoch, 11. September   | 16:30      | Männer Elite – Einzelzeitfahren | 31,2         | Heusden-Zolder |       | Hasselt | Joshua Tarling      | Edoardo Affini     |
| Donnerstag, 12. September | 11:30      | Mixed-Staffel – Junioren        | 52,3         | Heusden-Zolder |       | Hasselt | Italien             | Niederlande        |
| Donnerstag, 12. September | 14:20      | Mixed-Staffel – Elite           | 52,3         | Heusden-Zolder |       | Hasselt | Frankreich          | Italien            |
| Freitag, 13. September    | 09:00      | Frauen U23 – Straßenrennen      | 101,4        | Heusden-Zolder |       | Hasselt | Ilse Pluimers       | Sofie van Rooijen  |
| Freitag, 13. September    | 13:30      | Männer U23 – Straßenrennen      | 162,0        | Heusden-Zolder |       | Hasselt | Henrik Pedersen     | Huub Artz          |
| Samstag, 14. September    | 09:00      | Junioren – Straßenrennen        | 129,7        | Heusden-Zolder |       | Hasselt | Anže Ravbar         | Felix Ørn-Kristoff |
| Samstag, 14. September    | 13:30      | Frauen Elite – Straßenrennen    | 162,0        | Heusden-Zolder |       | Hasselt | Mischa Bredewold    | Lorena Wiebes      |
| Sonntag, 15. September    | 09:00      | Juniorinnen – Straßenrennen     | 72,9         | Heusden-Zolder |       | Hasselt | Fleur Moors         | Puck Langenbarg    |
| Sonntag, 15. September    | 12:30      | Männer Elite – Straßenrennen    | 222,8        | Heusden-Zolder |       | Hasselt | Christophe Laporte  | Tim Merlier        |

## Resultate

### Frauen Elite
Straßenrennen
| Platz | Name                  | Land | Zeit      |
| ----- | --------------------- | ---- | --------- |
| 1     | Lorena Wiebes         | NED  | 3:56:34 h |
| 2     | Elisa Balsamo         | ITA  | gl. Zeit  |
| 3     | Daria Pikulik         | POL  | gl. Zeit  |
| 4     | Clara Copponi         | FRA  | gl. Zeit  |
| 5     | Ingvild Gåskjenn      | NOR  | gl. Zeit  |
| 6     | Kathrin Schweinberger | AUT  | gl. Zeit  |
| 7     | Emma Norsgaard Bjerg  | DEN  | gl. Zeit  |
| 8     | Kata Blanka Vas       | HUN  | gl. Zeit  |
| 9     | Rasa Leleivytė        | LTU  | gl. Zeit  |
| 10    | Christine Majerus     | LUX  | gl. Zeit  |

Am Start waren 100 Fahrerinnen, von denen 74 ins Ziel kamen. Das Rennen endete in einem Massensprint, Lorena Wiebes gewann nach 2022 zum zweiten Mal die Europameisterschaft.
Weitere Platzierungen:
 Noemi Rüegg (11.), Lea Fuchs (42.), Elise Chabbey (50.), Elena Hartmann (52.)
 Franziska Koch (13.), Romy Kasper (35.), Liane Lippert (36.), Lea Lin Teutenberg (46.)
 Nina Berton (33.)
 Christina Schweinberger (69.)
Einzelzeitfahren
| Platz | Name                    | Land | Zeit       |
| ----- | ----------------------- | ---- | ---------- |
| 1     | Lotte Kopecky           | BEL  | 39:00 min  |
| 2     | Ellen van Dijk          | NED  | + 0:43 min |
| 3     | Christina Schweinberger | AUT  | + 1:02 min |
| 4     | Riejanne Markus         | NED  | + 1:04 min |
| 5     | Vittoria Guazzini       | ITA  | + 1:08 min |
| 6     | Katrine Aalerud         | NOR  | + 1:24 min |
| 7     | Mieke Kröger            | GER  | + 1:48 min |
| 8     | Eugenia Bujak           | SLO  | + 1:52 min |
| 9     | Rebecca Koerner         | DEN  | + 2:08 min |
| 10    | Anna Kiesenhofer        | AUT  | + 2:10 min |

Es gingen 27 Fahrerinnen an den Start.
Weitere Platzierungen:
 Lisa Klein (11.)
 Elena Hartmann (14.)
 Noemi Rüegg (16.)

### Männer Elite
Straßenrennen
| Platz | Name                  | Land | Zeit      |
| ----- | --------------------- | ---- | --------- |
| 1     | Tim Merlier           | BEL  | 4:37:09 h |
| 2     | Olav Kooij            | NED  | gl. Zeit  |
| 3     | Madis Mihkels         | EST  | gl. Zeit  |
| 4     | Jasper Philipsen      | BEL  | gl. Zeit  |
| 5     | Alexander Kristoff    | NOR  | gl. Zeit  |
| 6     | Mads Pedersen         | BEL  | gl. Zeit  |
| 7     | Pavel Bittner         | CZE  | gl. Zeit  |
| 8     | Stanisław Aniołkowski | POL  | gl. Zeit  |
| 9     | Christophe Laporte    | FRA  | gl. Zeit  |
| 10    | Alex Kirsch           | LUX  | gl. Zeit  |

Es gingen 128 Fahrer an den Start, von den 79 das Rennen beendeten. Dreimal wurde eine Runde um Borgloon befahren, auf deren Anstiegen und Kopfsteinabschnitten sich ein lebhaftes Rennen entwickelte. Zahlreiche Fluchtversuche reduzierten das Peloton, blieben jedoch letztlich erfolglos, so dass eine Gruppe von 40 Fahrern geschlossen nach Hasselt zurückkehrte, wo Tim Merlier den Sprint gewann.
Weitere Platzierungen:
 Max Walscheid (12.), Jonas Rutsch (33.), Niklas Märkl (39.), John Degenkolb (40.), Nils Politt (43.), Jannik Steimle (44.)
 Fabian Lienhard (14.), Tom Bohli (17.), Simon Pellaud (22.), Stefan Bissegger (26.)
 Emanuel Zangerle (27.), Sebastian Schönberger (70.)
 Arthur Kluckers (79.)
Einzelzeitfahren
| Platz | Name               | Land | Zeit       |
| ----- | ------------------ | ---- | ---------- |
| 1     | Edoardo Affini     | ITA  | 35:15 min  |
| 2     | Stefan Küng        | SUI  | + 0:09 min |
| 3     | Mattia Cattaneo    | ITA  | + 0:19 min |
| 4     | Daan Hoole         | NED  | + 0:26 min |
| 5     | Thymen Arensman    | NED  | + 0:53 min |
| 6     | Victor Campenaerts | BEL  | + 0:56 min |
| 7     | Nils Politt        | GER  | + 1:00 min |
| 8     | Kasper Asgreen     | DEN  | + 1:06 min |
| 9     | Søren Wærenskjold  | NOR  | + 1:09 min |
| 10    | Max Walscheid      | GER  | + 1:12 min |

Es gingen 29 Fahrer an den Start, allerdings fehlten mehrere große Namen wie der Weltmeister und Olympiasieger Remco Evenepoel, der Ex-Weltmeister Filippo Ganna oder der Titelverteidiger Joshua Tarling. Unter den Anwesenden galt Stefan Küng als Favorit, musste jedoch Edoardo Affini den Vortritt lassen.
Weitere Platzierungen:
 Stefan Bissegger (12.)
 Alex Kirsch (14.)
 Arthur Kluckers (18.)

### Mixed-Staffel Elite
| Platz | Land        | Fahrer                                              | Fahrerinnen                                                 | Zeit       |
| ----- | ----------- | --------------------------------------------------- | ----------------------------------------------------------- | ---------- |
| 1     | Italien     | Edoardo Affini Mattia Cattaneo Mirco Maestri        | Elena Cecchini Vittoria Guazzini Gaia Masetti               | 1:01:43 h  |
| 2     | Deutschland | Nils Politt Jannik Steimle Max Walscheid            | Lisa Klein Franziska Koch Mieke Kröger                      | + 0:17 min |
| 3     | Belgien     | Edward Theuns Noah Vandenbranden Victor Vercouillie | Alana Castrique Marion Norbert-Riberolle Jesse Vandenbulcke | + 1:32 min |

Die Beteiligung an der Mixed-Staffel war sehr dürftig, nur Italien und Deutschland stellten gut besetzte Teams auf, und außer den Medaillengewinnern waren nur Polen, die Ukraine und Bulgarien am Start. Die Titelverteidiger aus Frankreich fehlten ebenso wie die Weltmeister aus der Schweiz. Im Gegensatz zu früheren Mixed-Staffeln fuhren Männer und Frauen unterschiedliche Strecken: Die Männer starteten am Velodrom in Heusden-Zolder und fuhren bis Hasselt, wo die Frauen zwei Runden im Stadtgebiet absolvierten.

### Frauen U23
| Straßenrennen | Straßenrennen       | Straßenrennen | Straßenrennen |
| Platz         | Name                | Land          | Zeit          |
| ------------- | ------------------- | ------------- | ------------- |
|               | Sofie van Rooijen   | NED           | 2:26:21 h     |
|               | Scarlett Souren     | NED           | gl. Zeit      |
|               | Eleonora Gasparrini | ITA           | gl. Zeit      |

| Einzelzeitfahren | Einzelzeitfahren    | Einzelzeitfahren | Einzelzeitfahren |
| Platz            | Name                | Land             | Zeit             |
| ---------------- | ------------------- | ---------------- | ---------------- |
|                  | Anniina Ahtosalo    | FIN              | 40:54 min        |
|                  | Antonia Niedermaier | GER              | + 0:29 min       |
|                  | Marie Schreiber     | LUX              | + 0:31 min       |

### Männer U23
| Straßenrennen | Straßenrennen   | Straßenrennen | Straßenrennen |
| Platz         | Name            | Land          | Zeit          |
| ------------- | --------------- | ------------- | ------------- |
|               | Huub Artz       | NED           | 3:22:33 h     |
|               | Niklas Behrens  | GER           | gl. Zeit      |
|               | Léandre Lozouet | FRA           | + 0:11 min    |

| Einzelzeitfahren | Einzelzeitfahren | Einzelzeitfahren | Einzelzeitfahren |
| Platz            | Name             | Land             | Zeit             |
| ---------------- | ---------------- | ---------------- | ---------------- |
|                  | Alec Segaert     | BEL              | 35:06 min        |
|                  | Jakob Söderqvist | SWE              | + 0:30 min       |
|                  | Wessel Mouris    | NED              | + 0:34 min       |

### Juniorinnen
| Straßenrennen | Straßenrennen     | Straßenrennen | Straßenrennen |
| Platz         | Name              | Land          | Zeit          |
| ------------- | ----------------- | ------------- | ------------- |
|               | Puck Langenbarg   | NED           | 1:43:15 h     |
|               | Messane Bräutigam | GER           | gl. Zeit      |
|               | Štěpánka Dubcová  | CZE           | gl. Zeit      |

| Einzelzeitfahren | Einzelzeitfahren    | Einzelzeitfahren | Einzelzeitfahren |
| Platz            | Name                | Land             | Zeit             |
| ---------------- | ------------------- | ---------------- | ---------------- |
|                  | Paula Ostiz         | ESP              | 17:52 min        |
|                  | Fee Knaven          | NED              | + 0:01 min       |
|                  | Viktória Chladoňová | SVK              | + 0:10 min       |

### Junioren
| Straßenrennen | Straßenrennen           | Straßenrennen | Straßenrennen |
| Platz         | Name                    | Land          | Zeit          |
| ------------- | ----------------------- | ------------- | ------------- |
|               | Felix Ørn-Kristoff      | NOR           | 2:40:40 h     |
|               | Héctor Álvarez Martínez | ESP           | gl. Zeit      |
|               | Paul Seixas             | FRA           | gl. Zeit      |

| Einzelzeitfahren | Einzelzeitfahren | Einzelzeitfahren | Einzelzeitfahren |
| Platz            | Name             | Land             | Zeit             |
| ---------------- | ---------------- | ---------------- | ---------------- |
|                  | Michiel Mouris   | NED              | 37:08 min        |
|                  | Jasper Schoofs   | BEL              | + 0:07 min       |
|                  | Paul Fietzke     | GER              | + 0:23 min       |

### Mixed-Staffel Junioren
| Platz | Land        | Fahrer                                          | Fahrerinnen                                      | Zeit       |
| ----- | ----------- | ----------------------------------------------- | ------------------------------------------------ | ---------- |
| 1     | Niederlande | Michiel Mouris Joeri Schaper Gijs Schoonvelde   | Jente Koops Roos Müller Sara Sonnemans           | 1:05:20 h  |
| 2     | Deutschland | Paul Fietzke Ian Kings Paul-Felix Petry         | Messane Bräutigam Magdalena Leis Joelle Messemer | + 0:12 min |
| 3     | Norwegen    | Marius Dahl Andreas Flaatten Felix Ørn-Kristoff | Kamilla Aasebø Mia Gjertsen Matilde Skjelde      | + 0:22 min |

Es waren neun Teams am Start. Die Niederlande setzten die schnellste Zeit bei den Männern, während die norwegischen Frauen die zweite Hälfte am schnellsten absolvierten; Deutschlands Mannschaften waren jeweils die zweitstärksten.

## Medaillenspiegel
| Platz  | Land        | Gold | Silber | Bronze | Gesamt |
| ------ | ----------- | ---- | ------ | ------ | ------ |
| 1      | Niederlande | 6    | 4      | 1      | 11     |
| 2      | Belgien     | 3    | 1      | 1      | 5      |
| 3      | Italien     | 2    | 1      | 2      | 5      |
| 4      | Spanien     | 1    | 1      | 0      | 2      |
| 5      | Norwegen    | 1    | 0      | 1      | 2      |
| 6      | Finnland    | 1    | 0      | 0      | 1      |
| 7      | Deutschland | 0    | 5      | 1      | 6      |
| 8      | Schweden    | 0    | 1      | 0      | 1      |
| 8      | Schweiz     | 0    | 1      | 0      | 1      |
| 10     | Frankreich  | 0    | 0      | 2      | 2      |
| 11     | Estland     | 0    | 0      | 1      | 1      |
| 11     | Luxemburg   | 0    | 0      | 1      | 1      |
| 11     | Österreich  | 0    | 0      | 1      | 1      |
| 11     | Polen       | 0    | 0      | 1      | 1      |
| 11     | Slowakei    | 0    | 0      | 1      | 1      |
| 11     | Tschechien  | 0    | 0      | 1      | 1      |
| Gesamt | Gesamt      | 14   | 14     | 14     | 42     |

## Aufgebote
- Legende: SR=Straßenrennen, EZF=Einzelzeitfahren, MS=Mixed-Staffel

### Bund Deutscher Radfahrer
- Frauen Elite: Franziska Brauße, Romy Kasper, Franziska Koch (SR und MS), Lisa Klein (EZF und MS), Clara Koppenburg, Mieke Kröger (EZF und MS) Liane Lippert, Hannah Ludwig, Lea Lin Teutenberg
- Männer Elite: John Degenkolb, Kim Heiduk, Roger Kluge, Niklas Märkl, Nils Politt (SR, EZF und MS), Jonas Rutsch, Jannik Steimle (SR und MS), Max Walscheid (SR, EZF und MS)

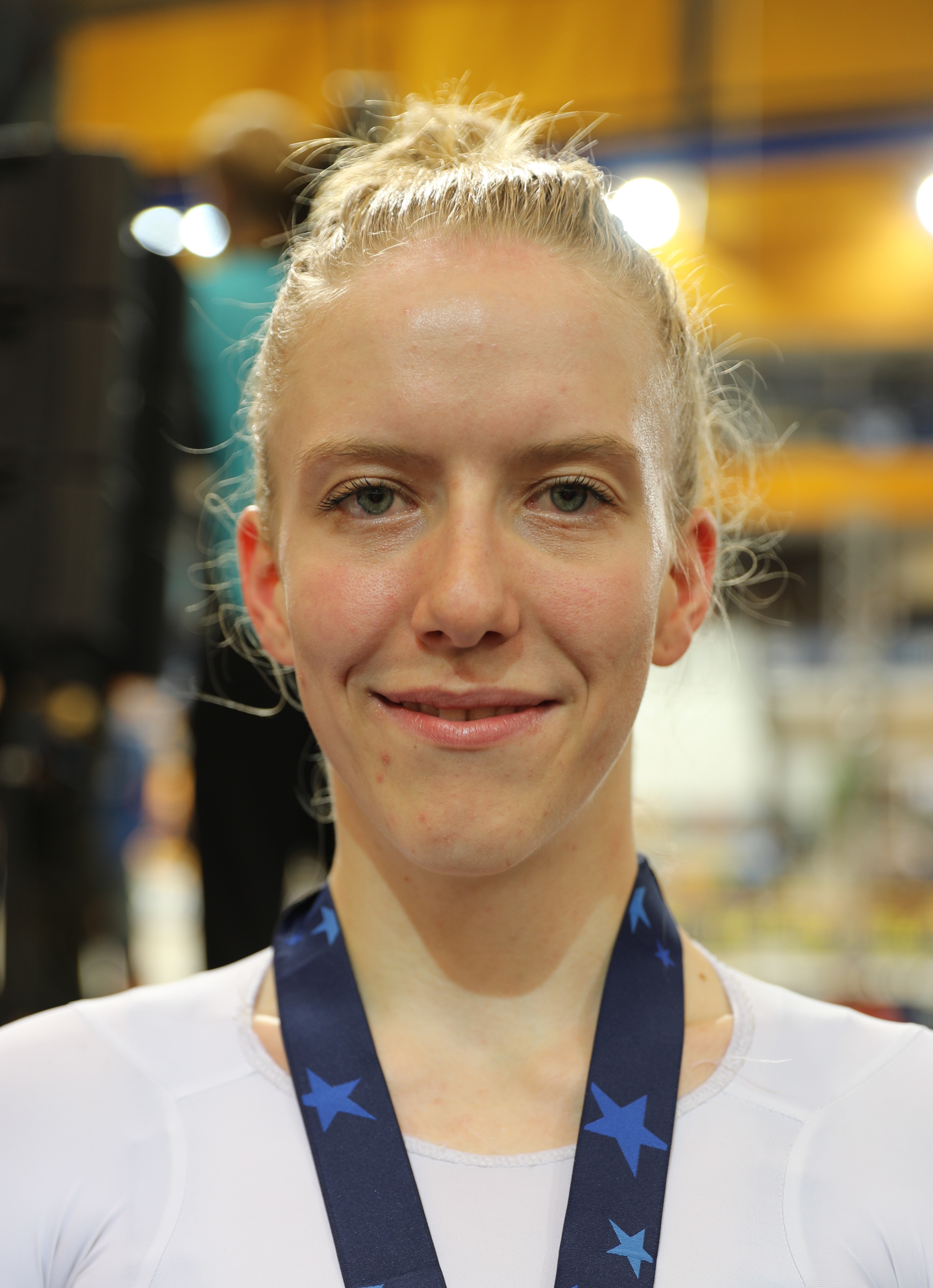
Franziska Brauße
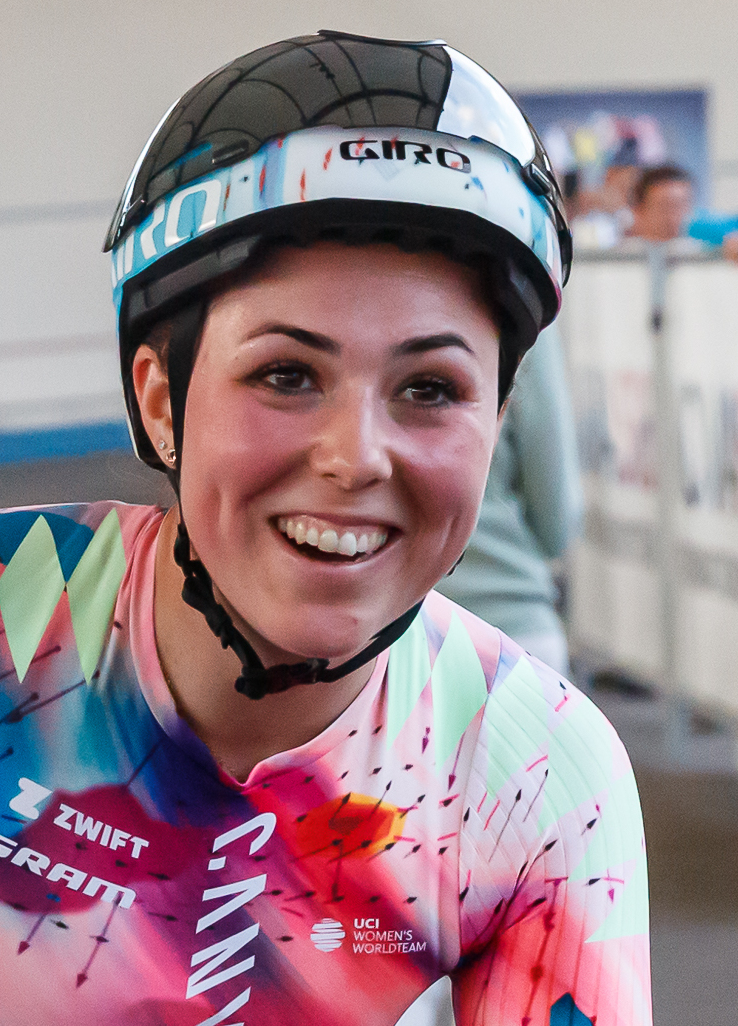
Lisa Klein
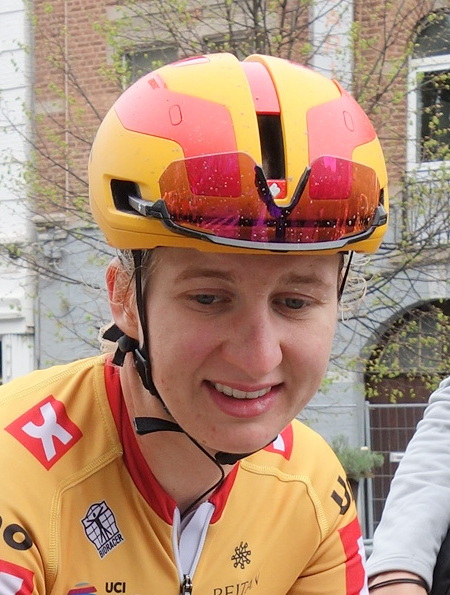
Hannah Ludwig
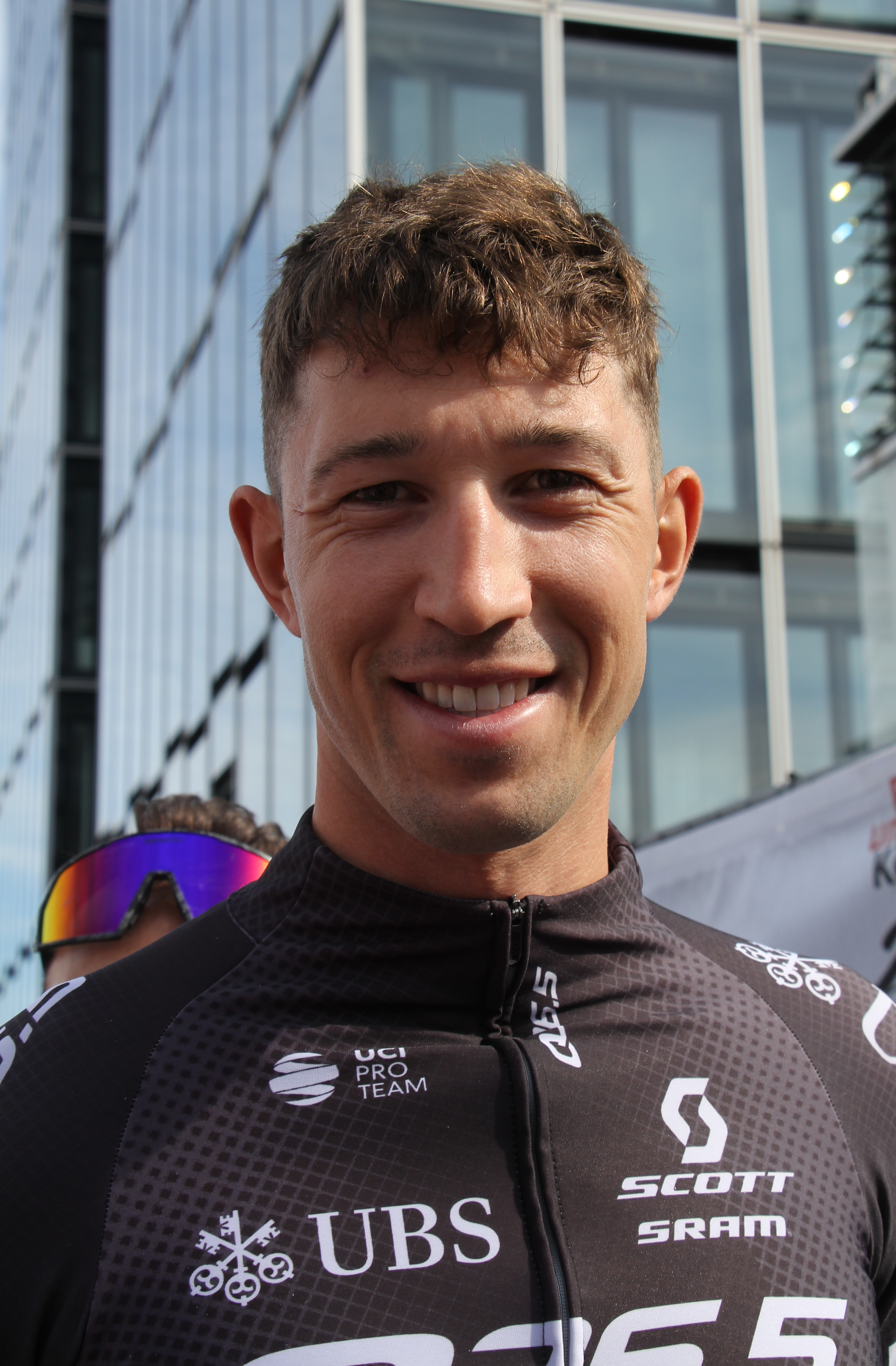
Jannik Steimle
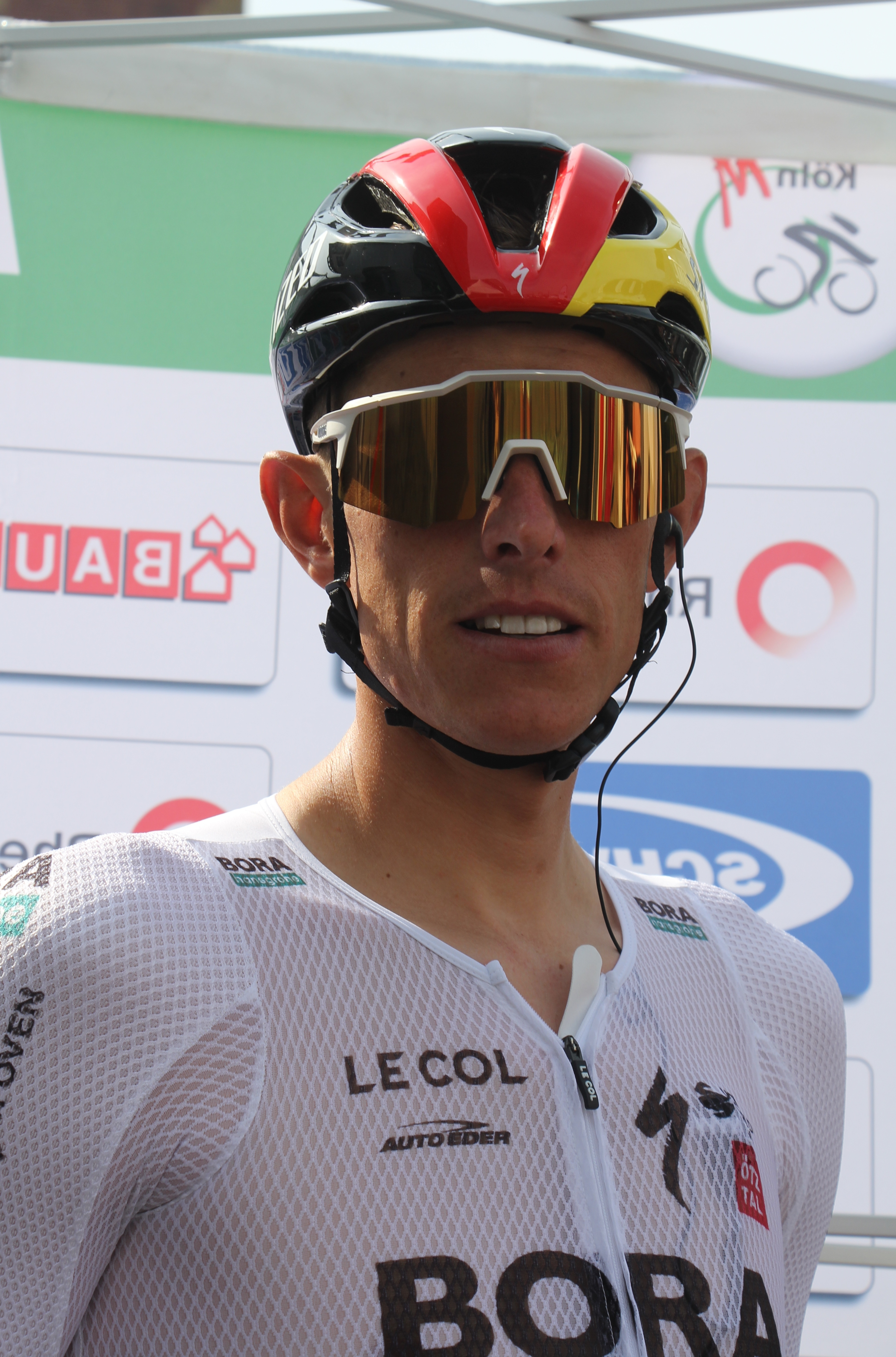
Nils Politt
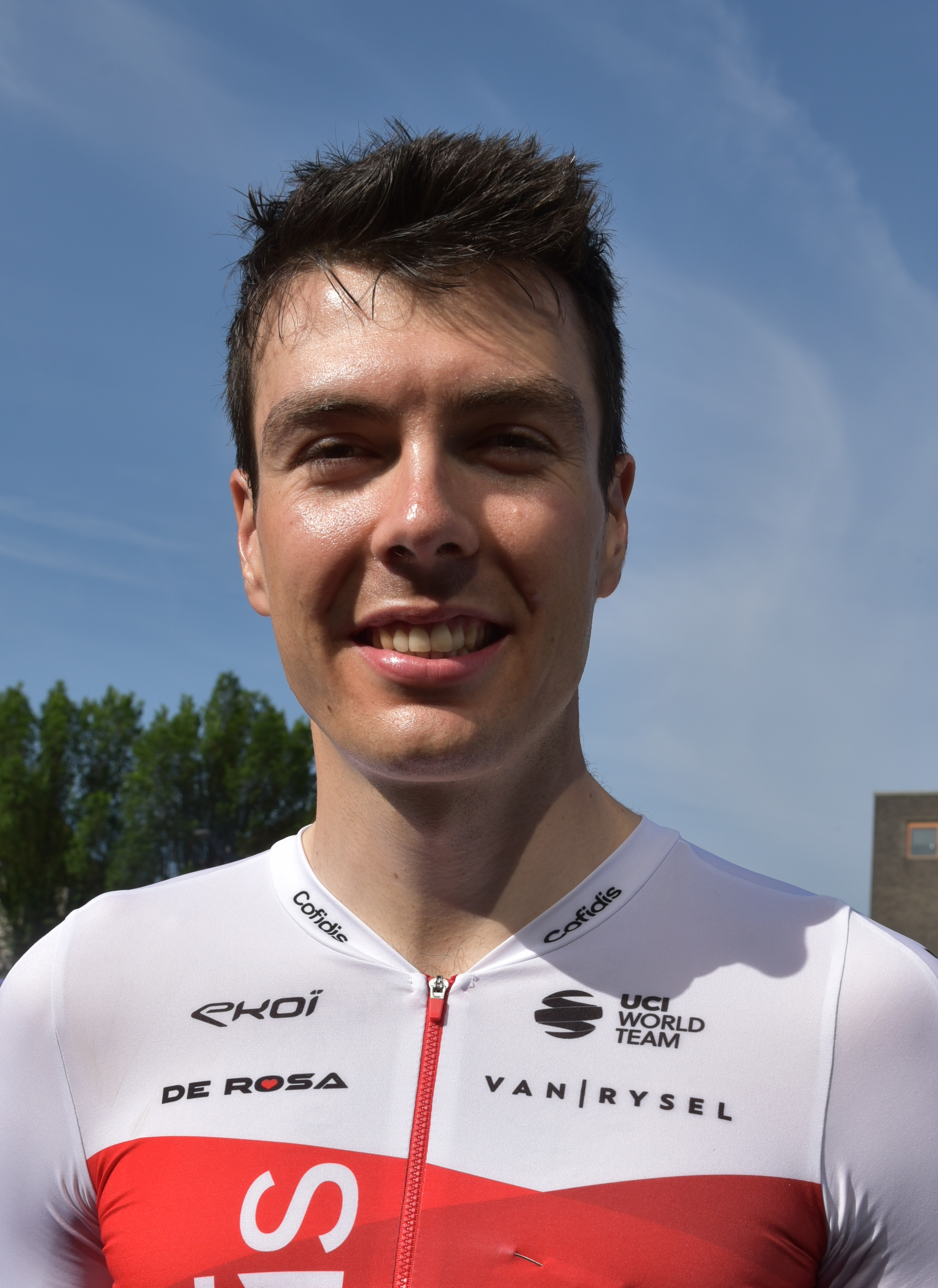
Max Walscheid

- Frauen U23: Justyna Czapla (SR und EZF), Pia Grünewald, Hannah Kunz, Selma Lantzsch, Antonia Niedermaier (SR und EZF), Linda Riedmann
- Männer U23: Niklas Behrens (SR und EZF), Julian Borresch, Moritz Czasa (nur EZF), Luca Dreßler, Tobias Müller, Tim Torn Teutenberg, Ole Theiler

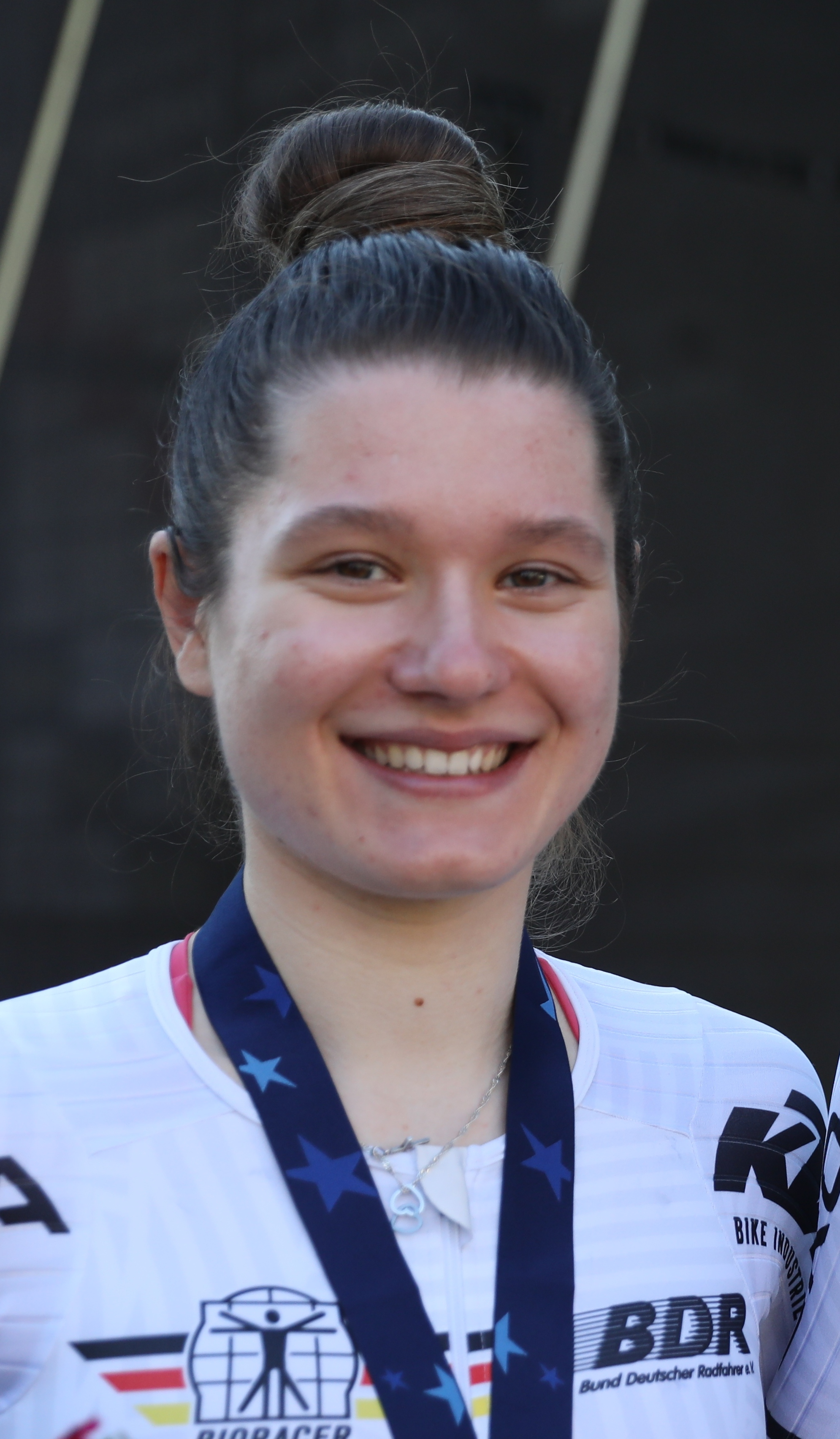
Justyna Czapla
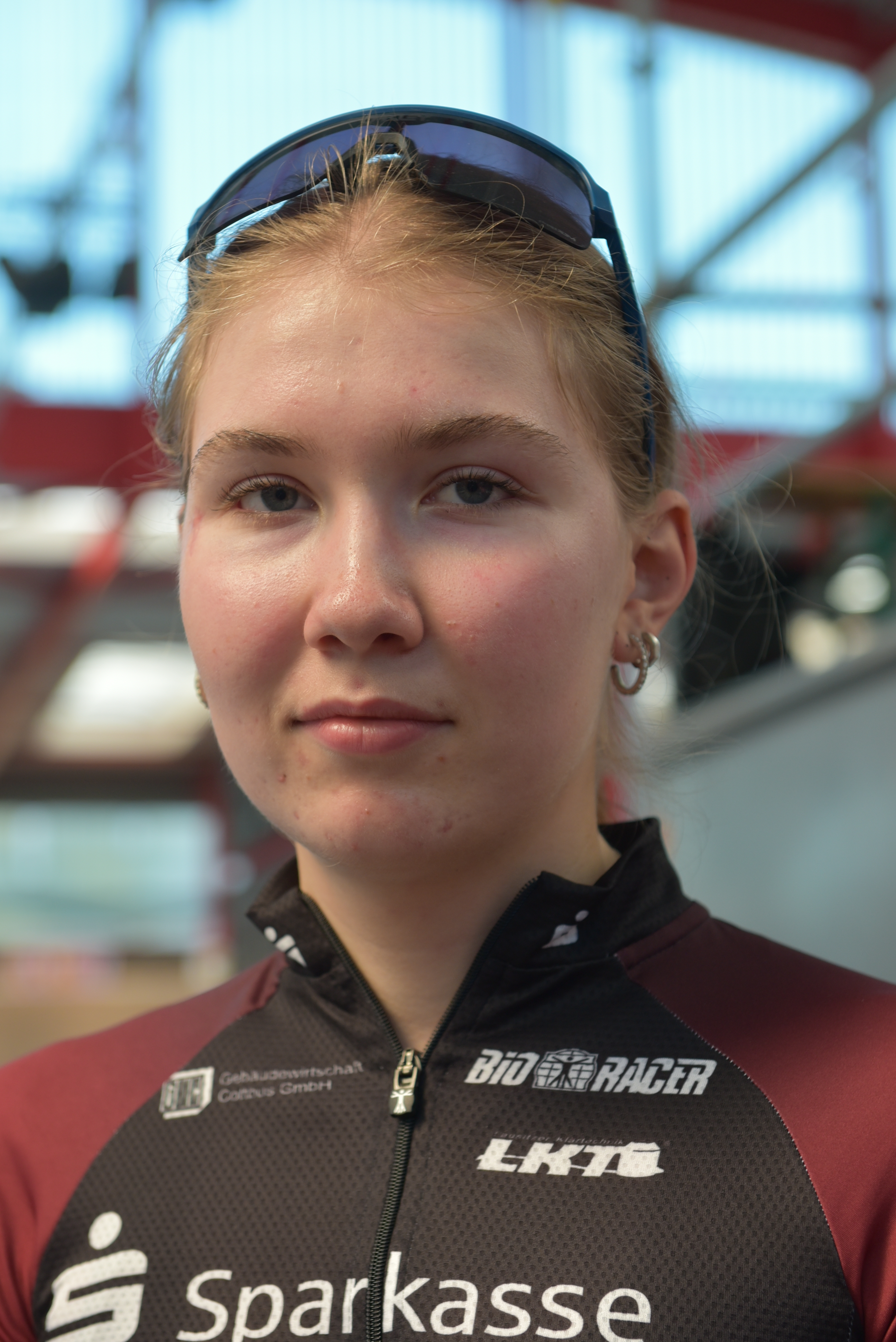
Selma Lantzsch
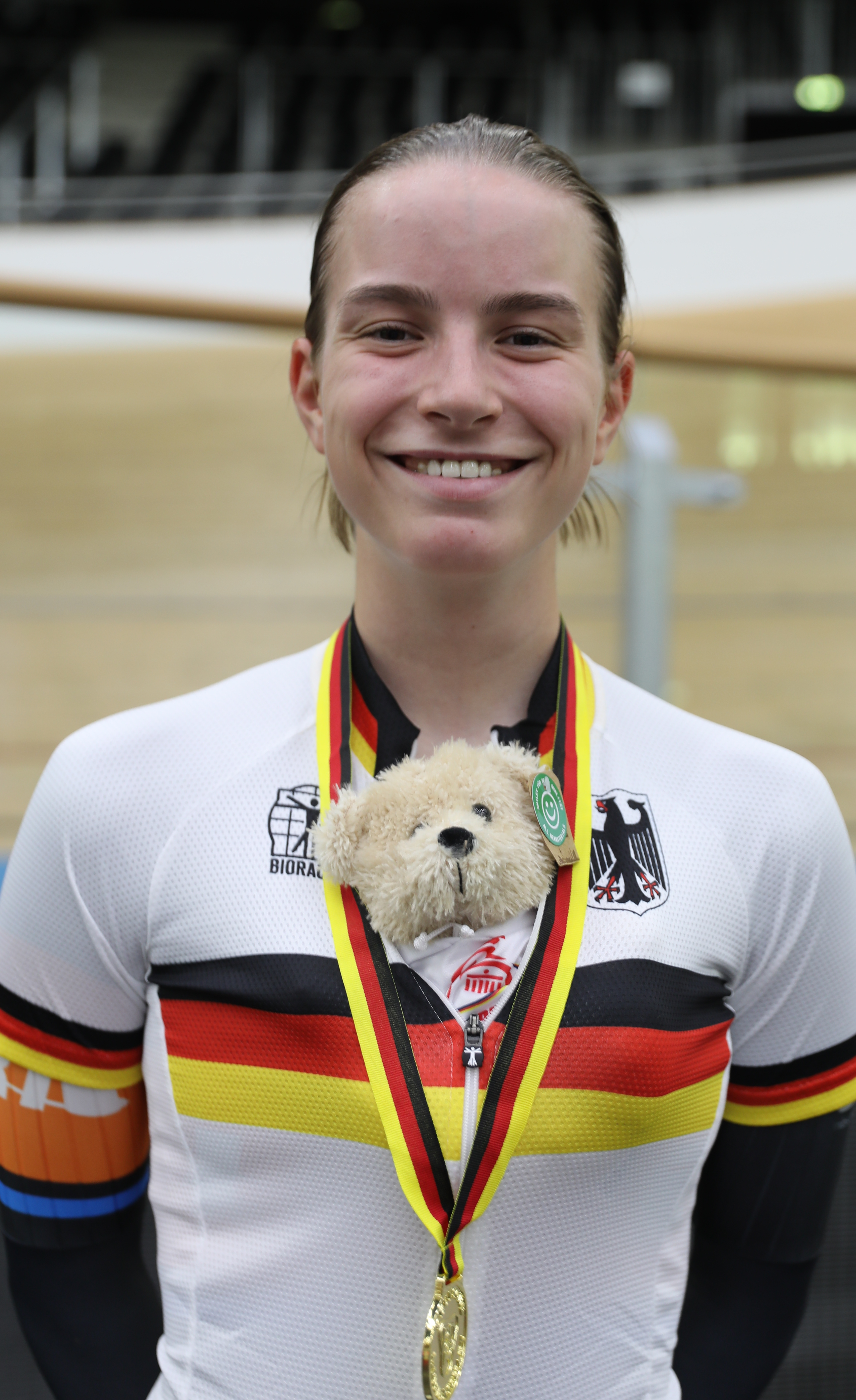
Pia Grünewald
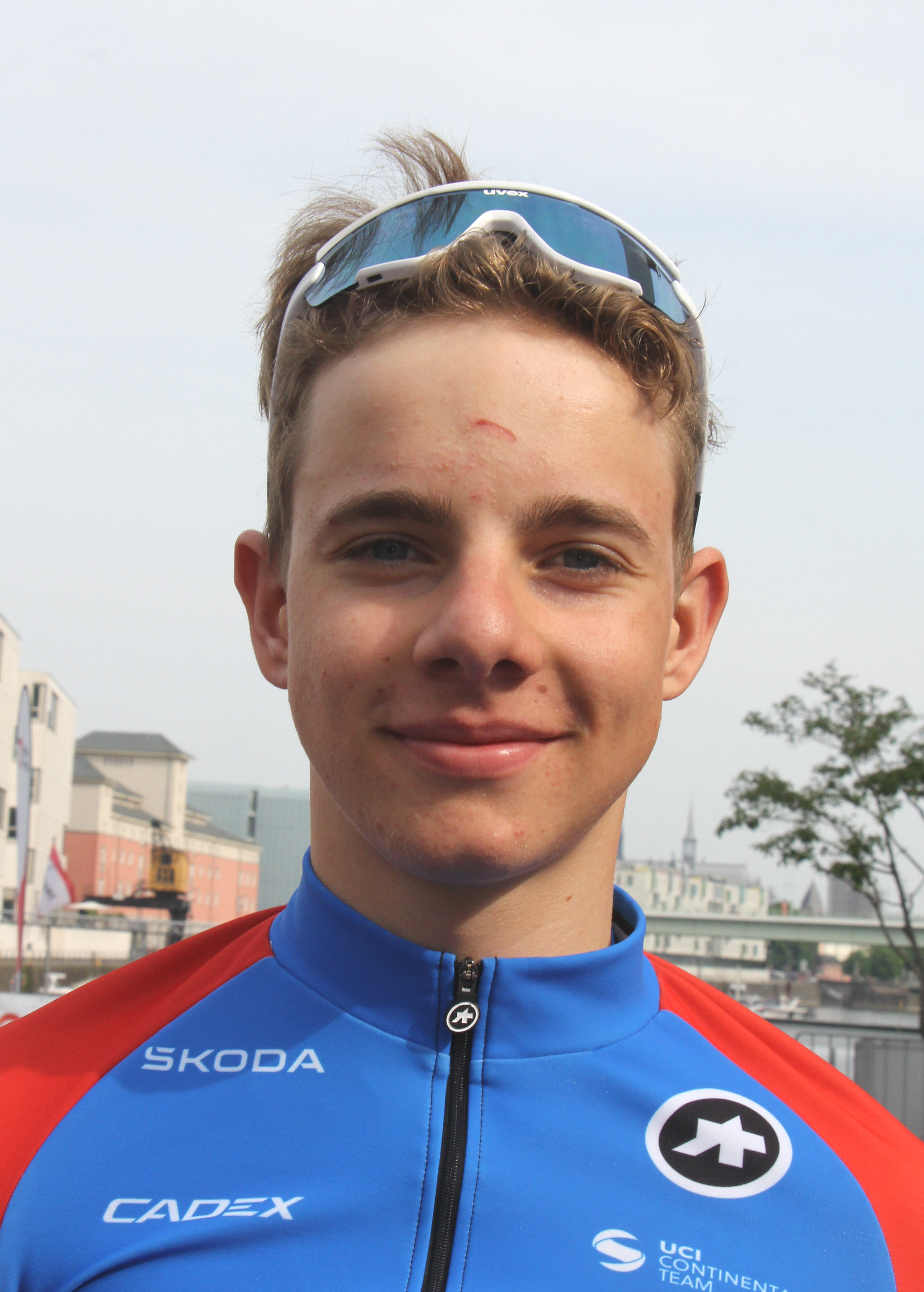
Tobias Müller
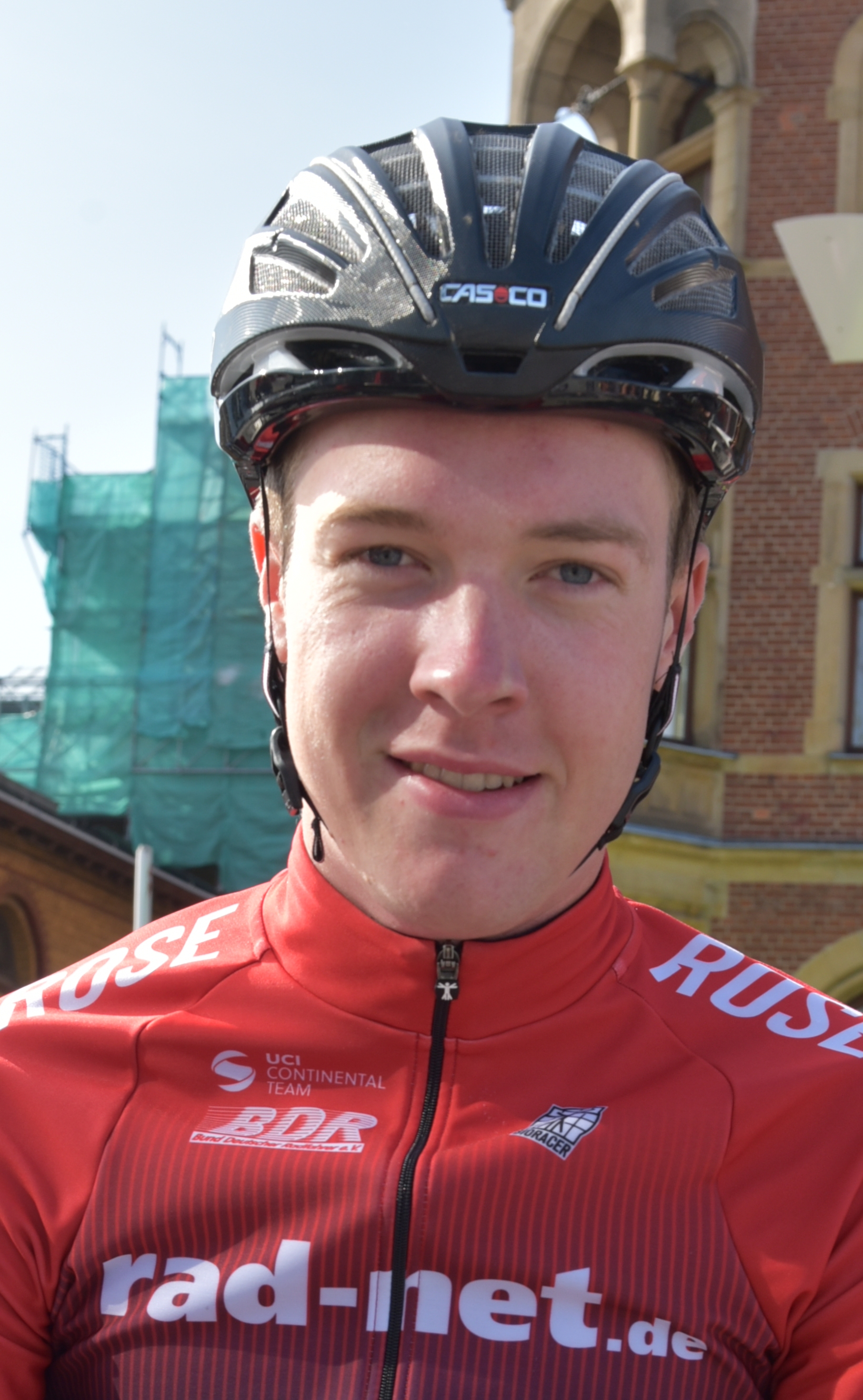
Moritz Czasa
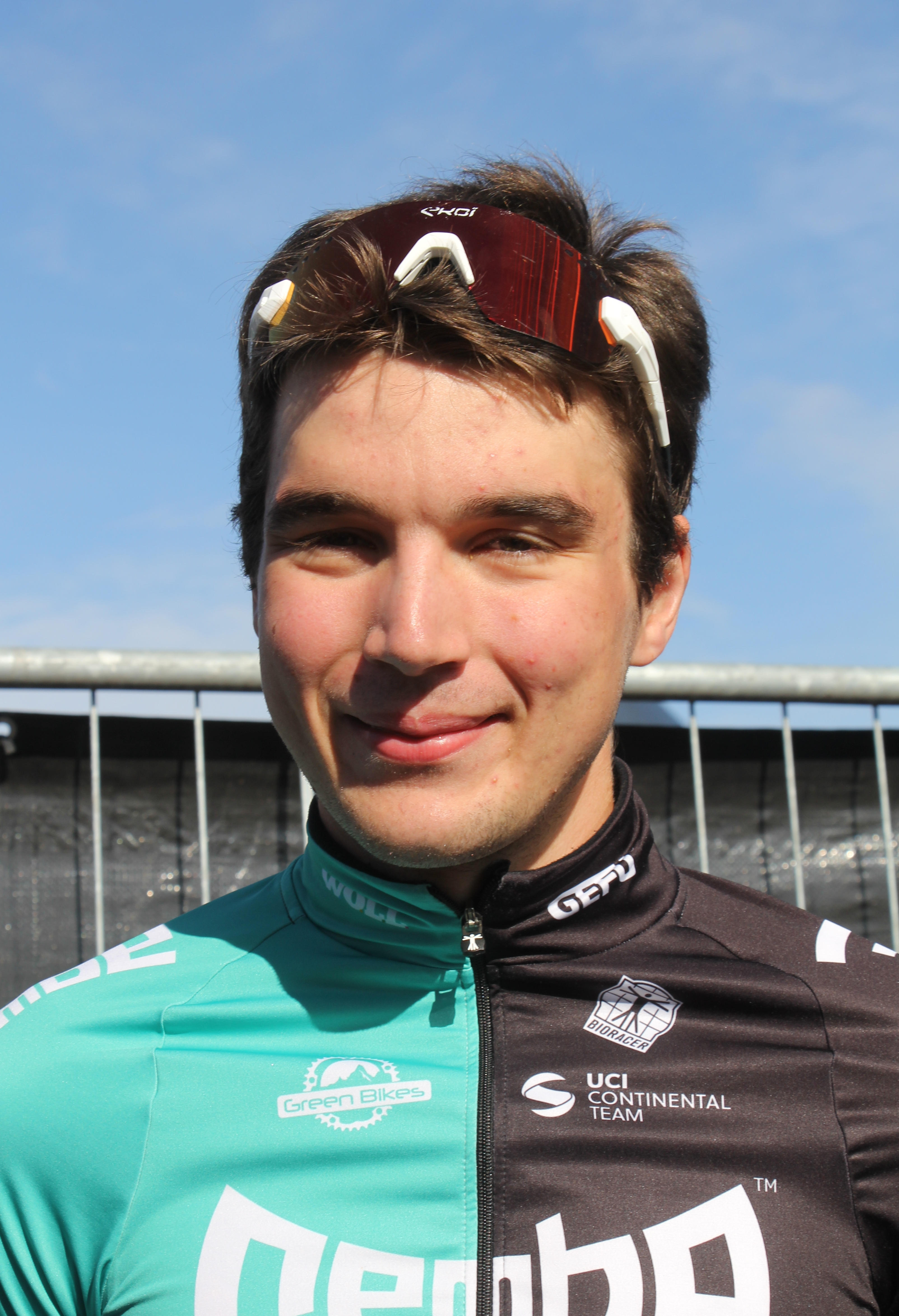
Julian Borresch

- Juniorinnen: Messane Bräutigam (SR, EZF und MS), Magdalena Leis (SR und MS), Caoilinn Littbarski-Gray, Joelle Amelie Messemer (SR und MS), Kiara Reckmann (nur EZF), Julia Servay (SR und EZF)
- Junioren: Pepe Albrecht, Benedikt Benz (SR und EZF), Paul Fietzke (SR, EZF und MS), Louis Grupp, Ian Kings (SR, EZF und MS), Paul Felix Petry (nur MS), N.N. (wird noch bekannt gegeben)

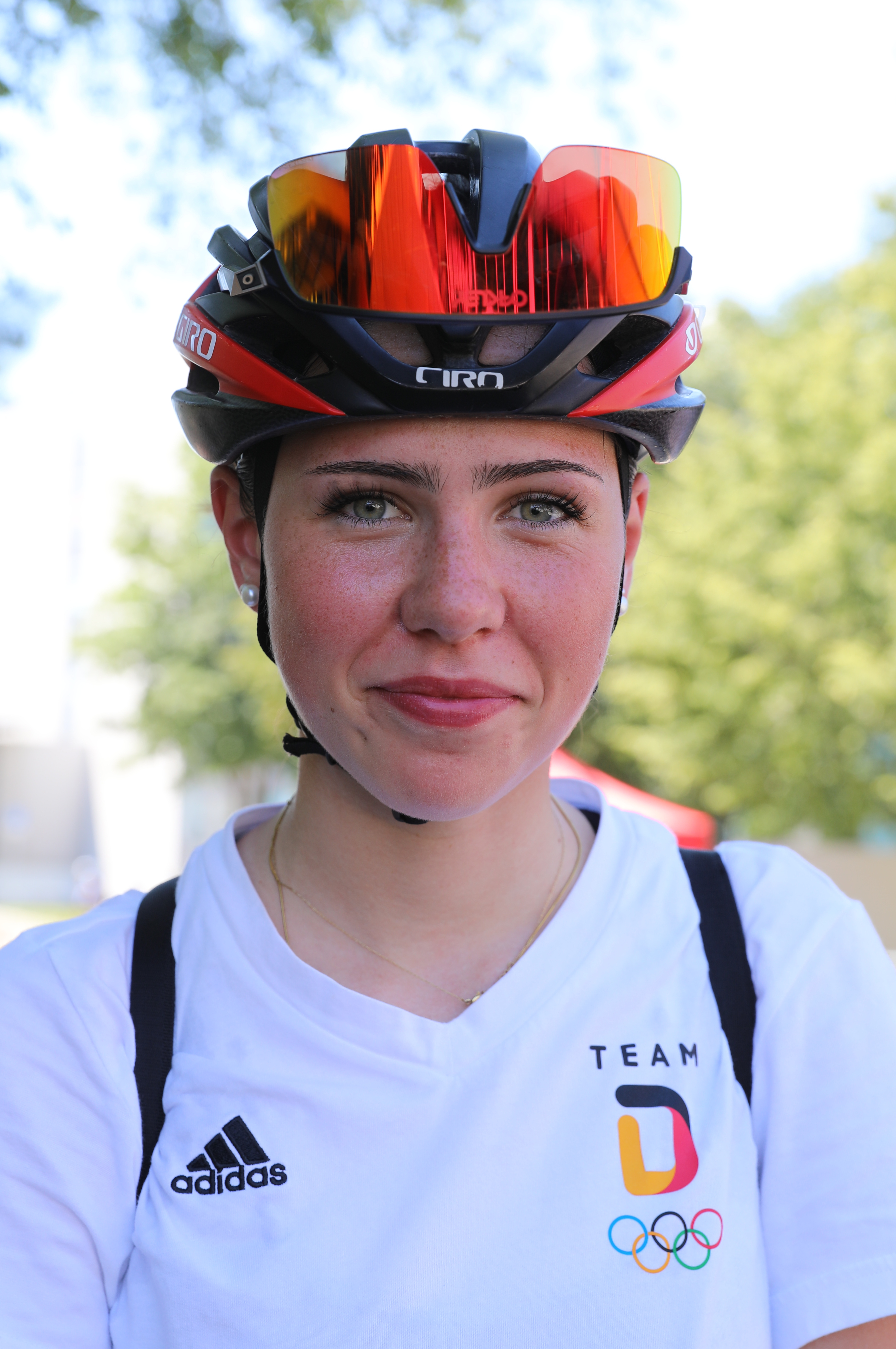
Magdalena Leis
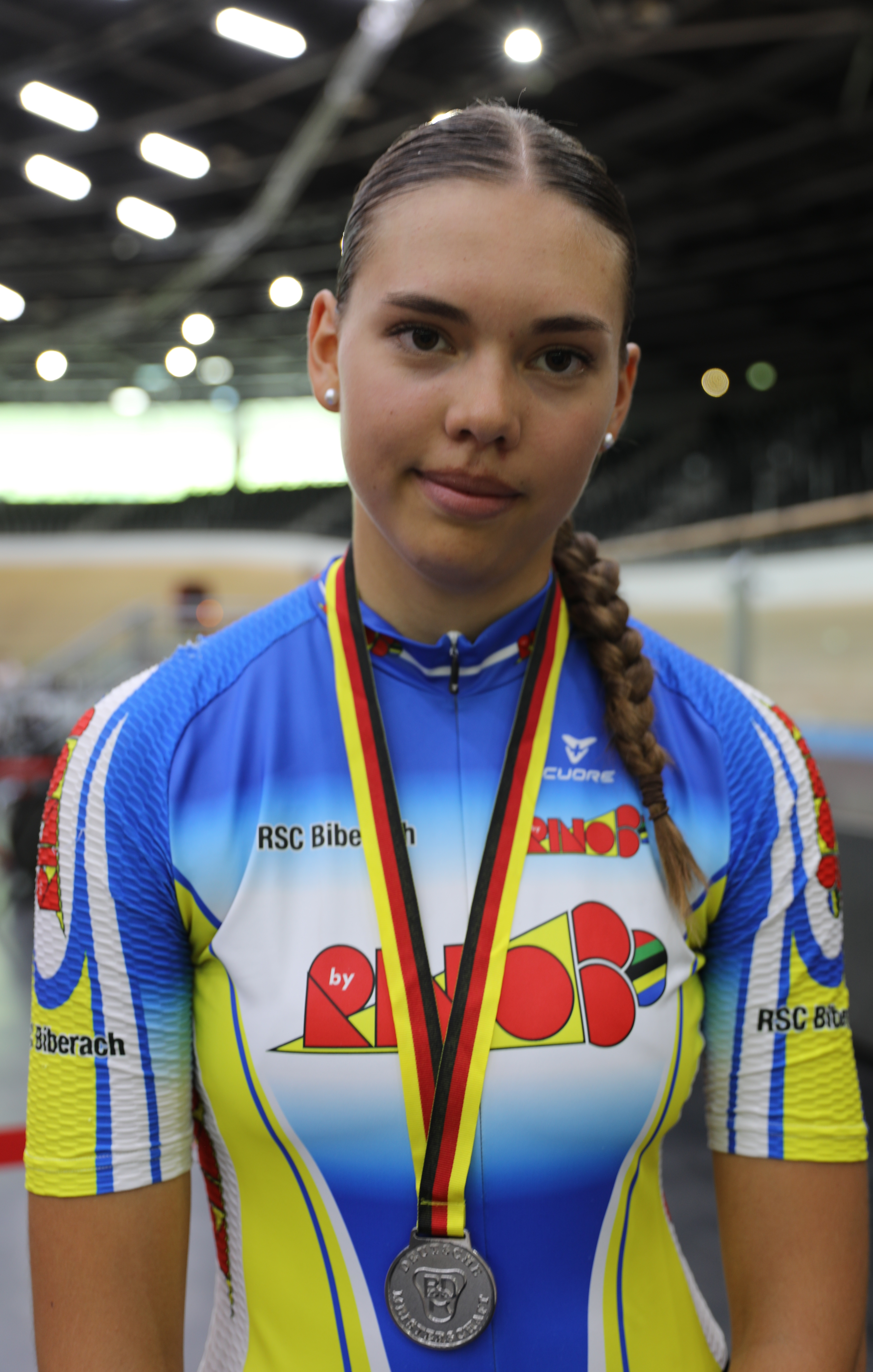
Julia Servay
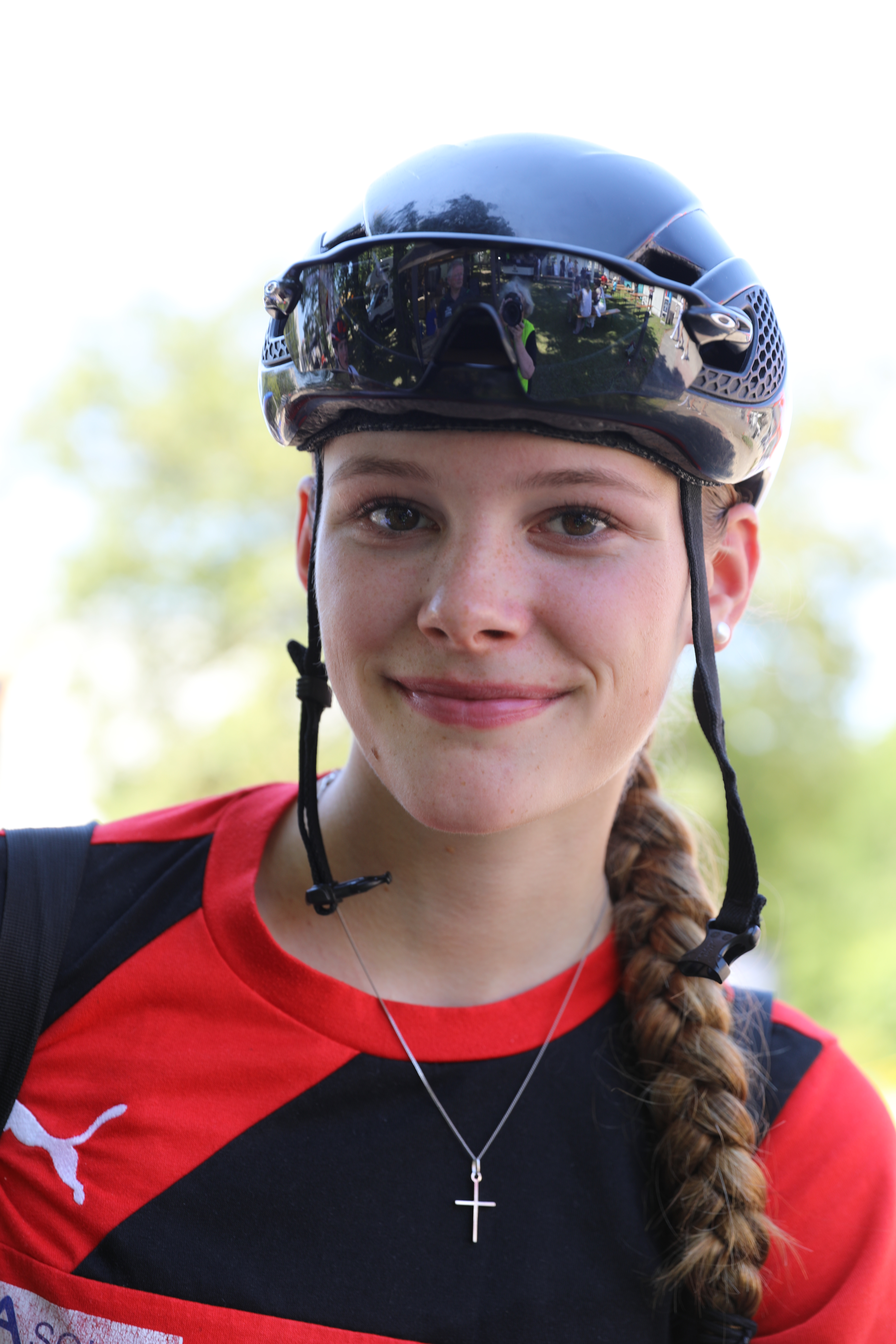
Joelle Amelie Messemer
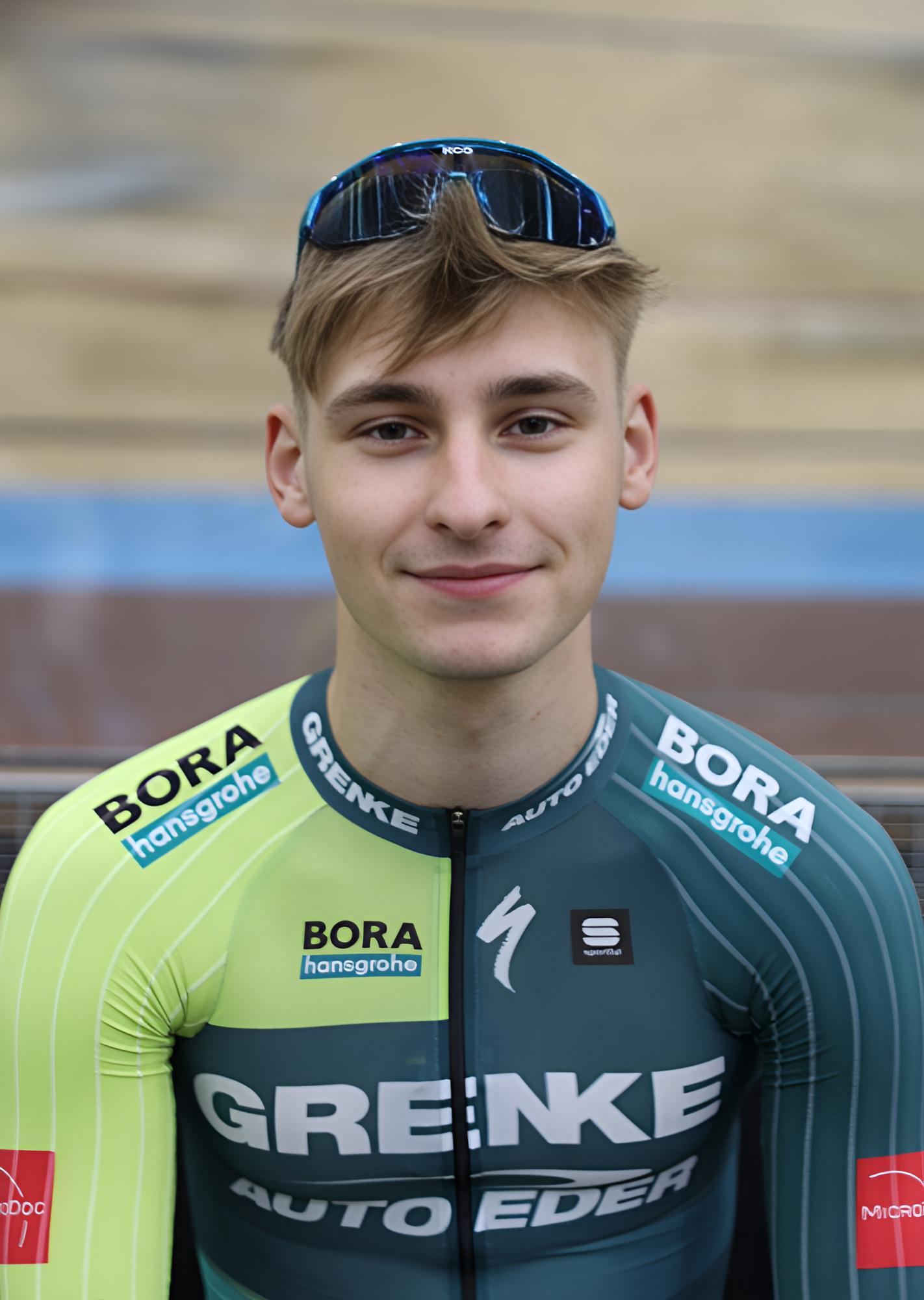
Paul Fietzke
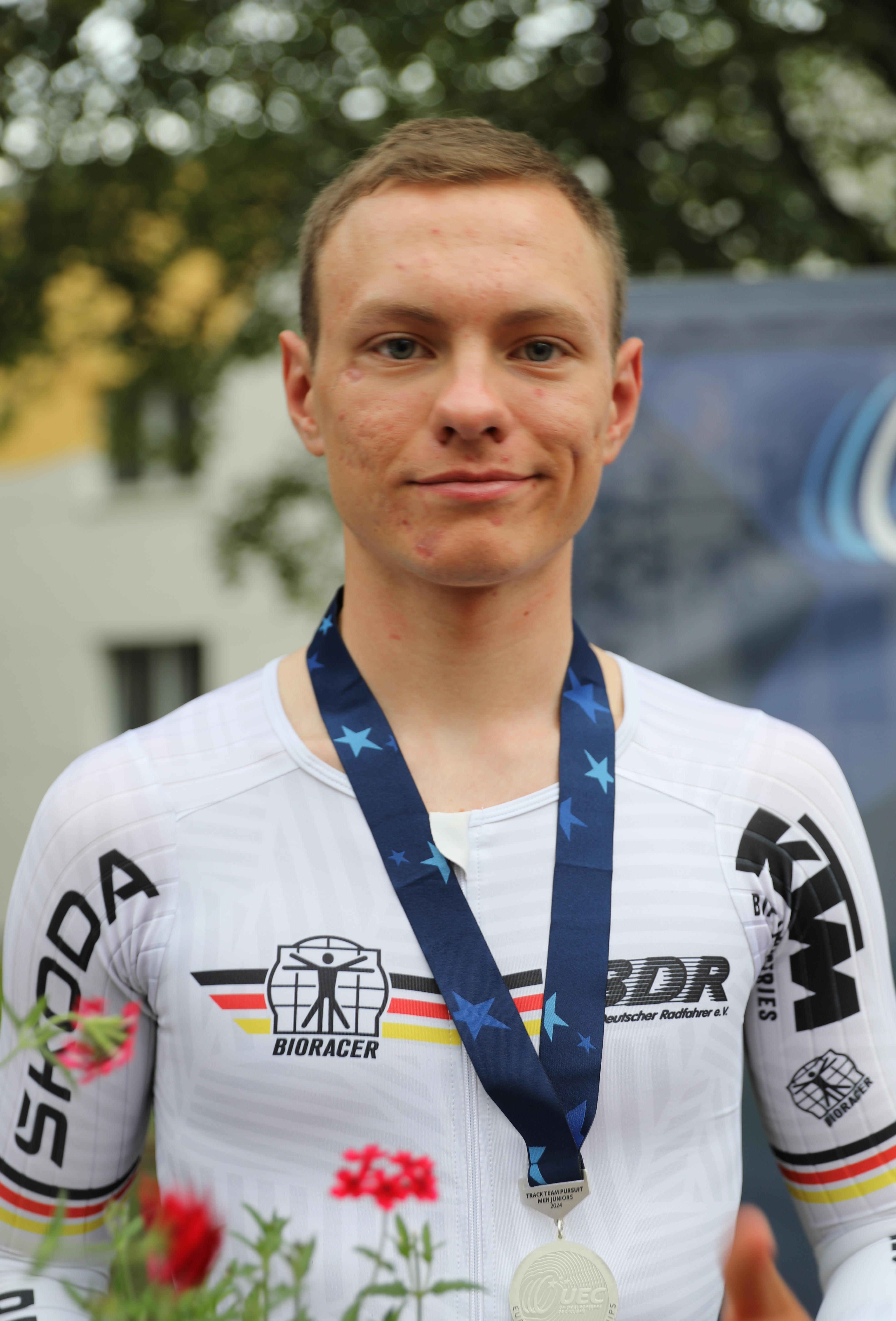
Ian Kings
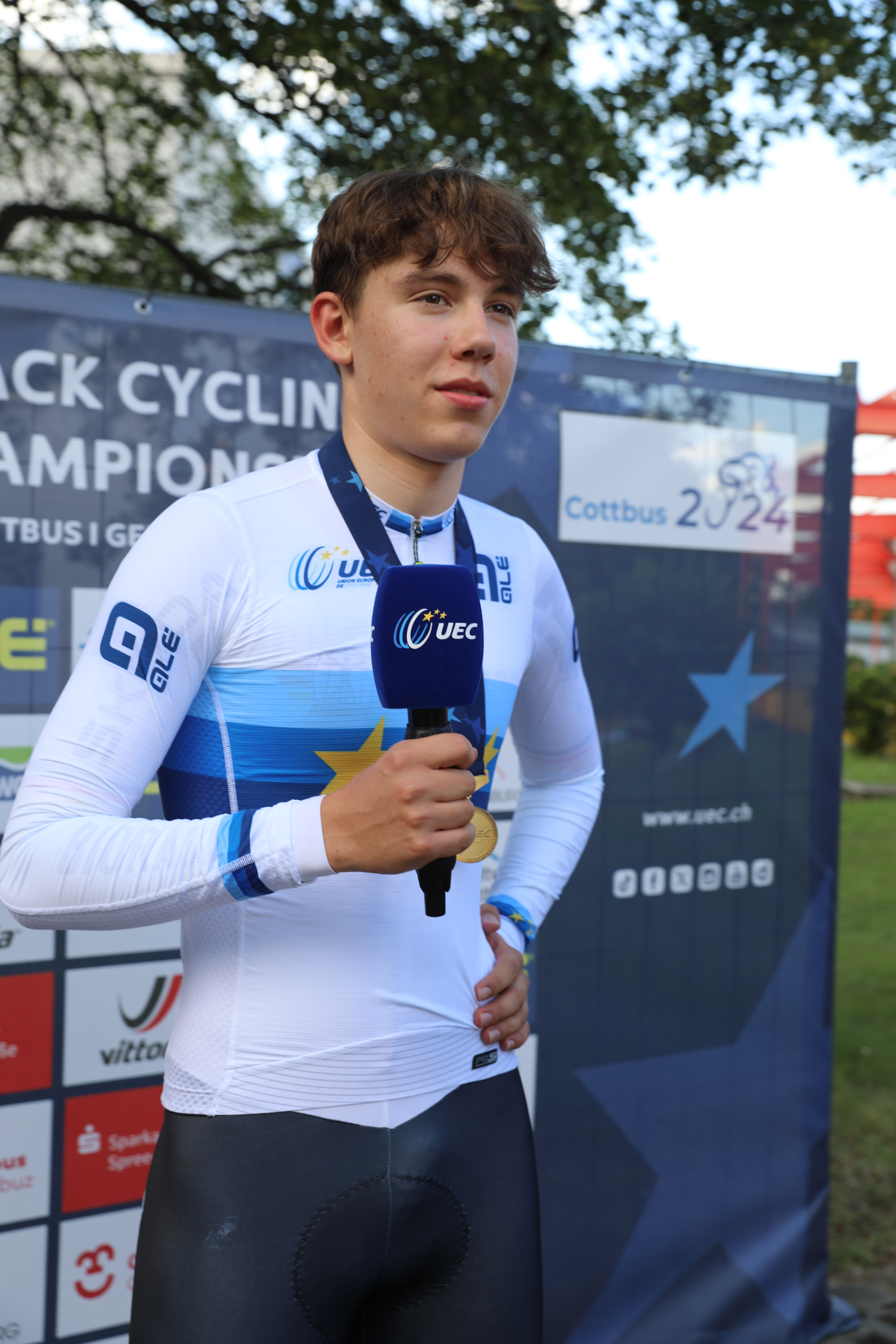
Paul Felix Petry

### Österreichischer Radsport-Verband
- Frauen (Elite und U23): Leila Gschwentner (EZF, SR, MS), Tabea Huys (EZF, SR, MS), Anna Kiesenhofer (EZF), Johanna Martini (SR), Daniela Schmidsberger (SR), Carina Schrempf (SR), Christina Schweinberger (EZF, SR, MS), Kathrin Schweinberger (SR, MS), Elisa Winter (EZF, SR)
- Männer: Philipp Hofbauer (EZF, MS), Reiner Kepplinger (EZF, SR, MS), Lukas Pöstlberger (SR), Felix Ritzinger (SR, MS), Sebastian Schönberger (SR), Adrian Stieger (EZF, MS), Emanuel Zangerle (SR)

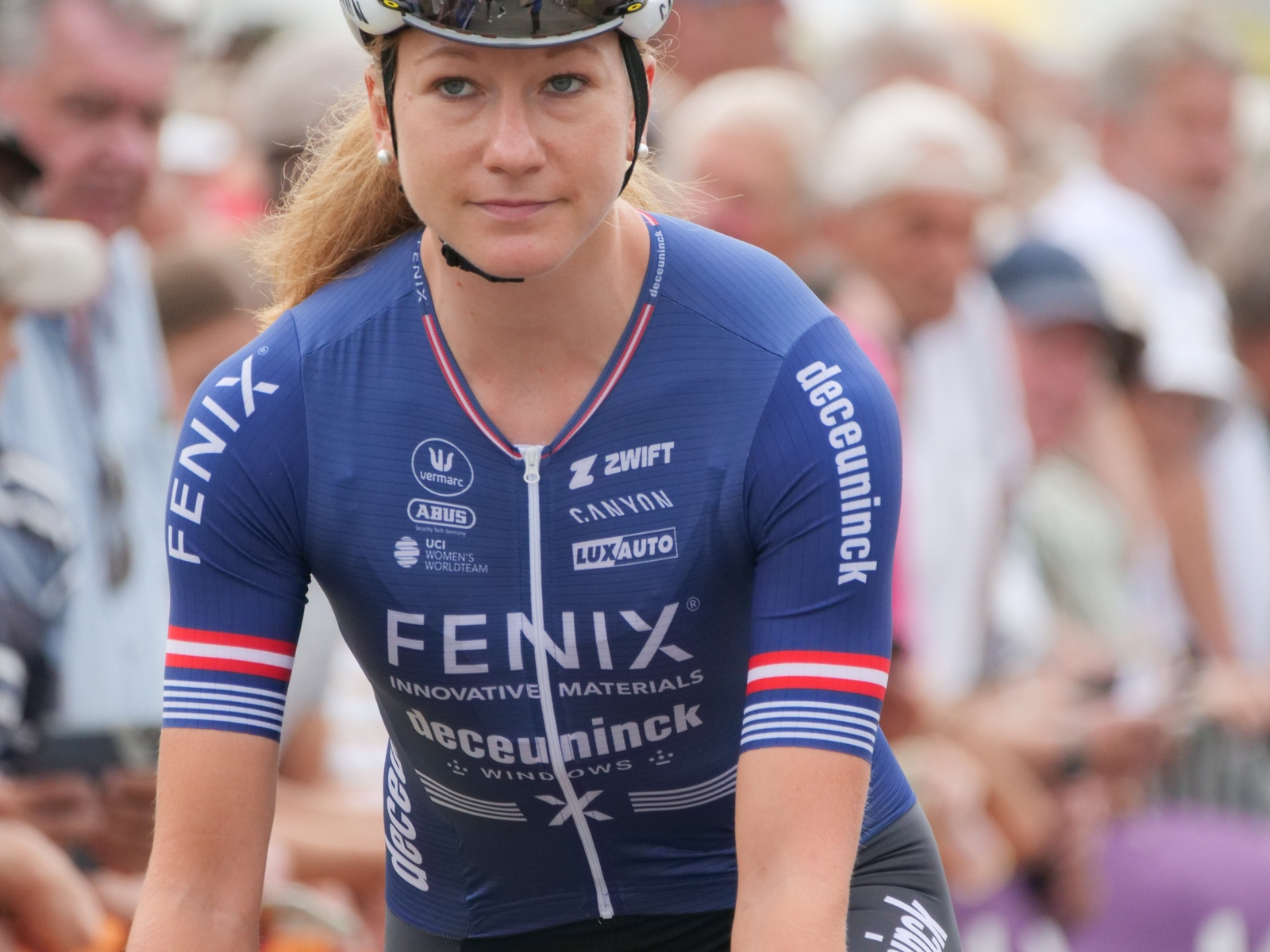
Carina Schrempf
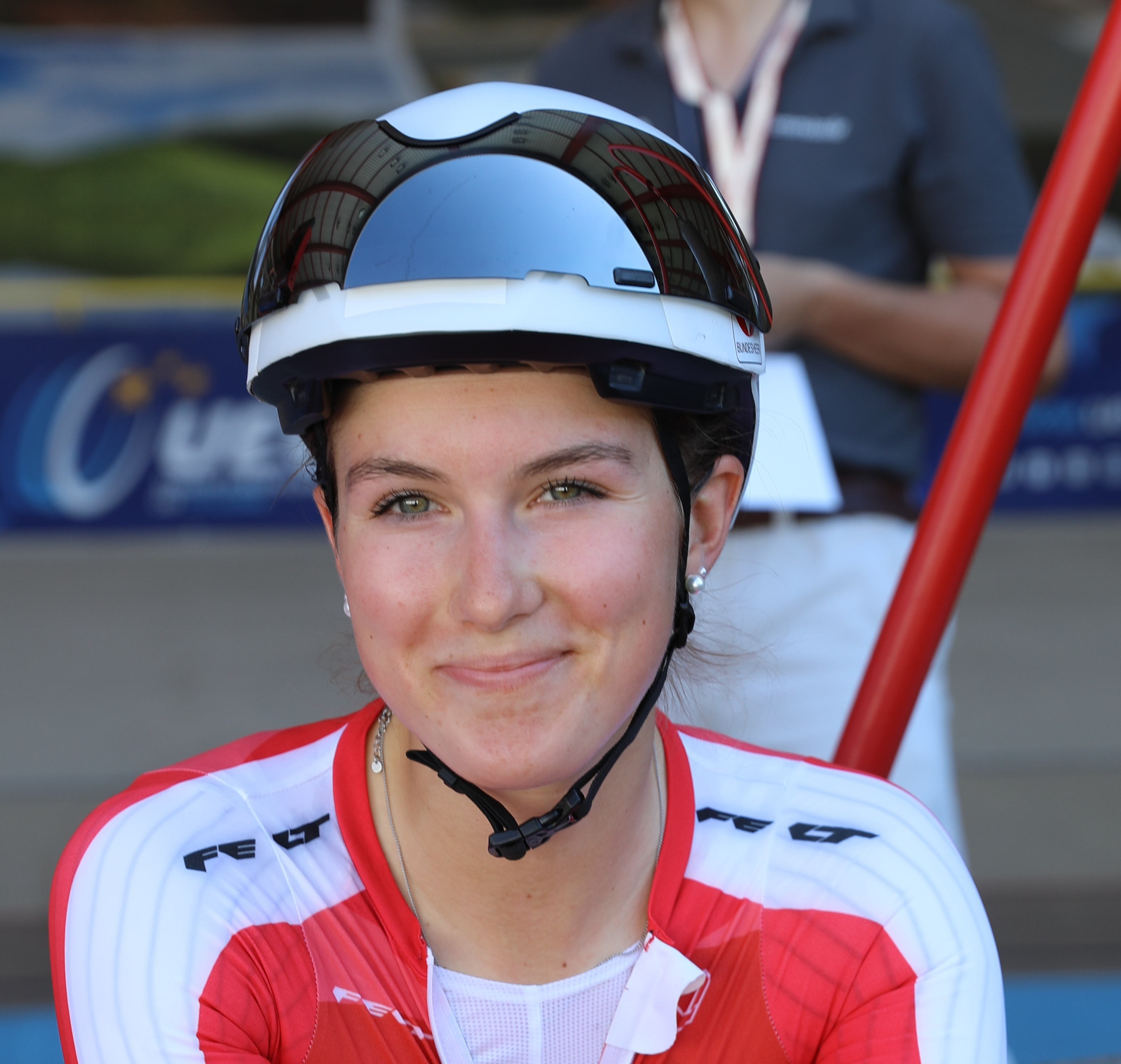
Leila Gschwentner
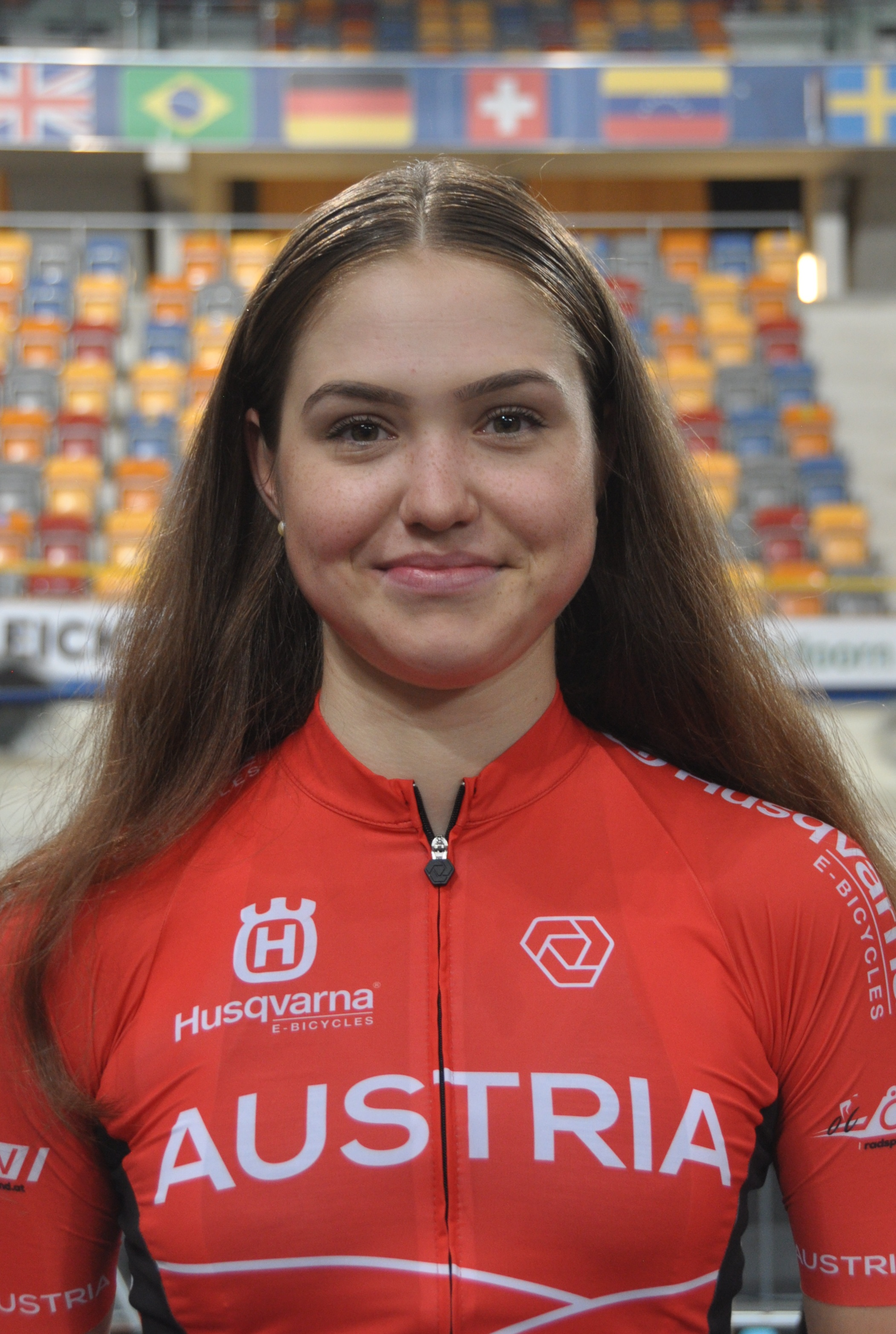
Johanna Martini
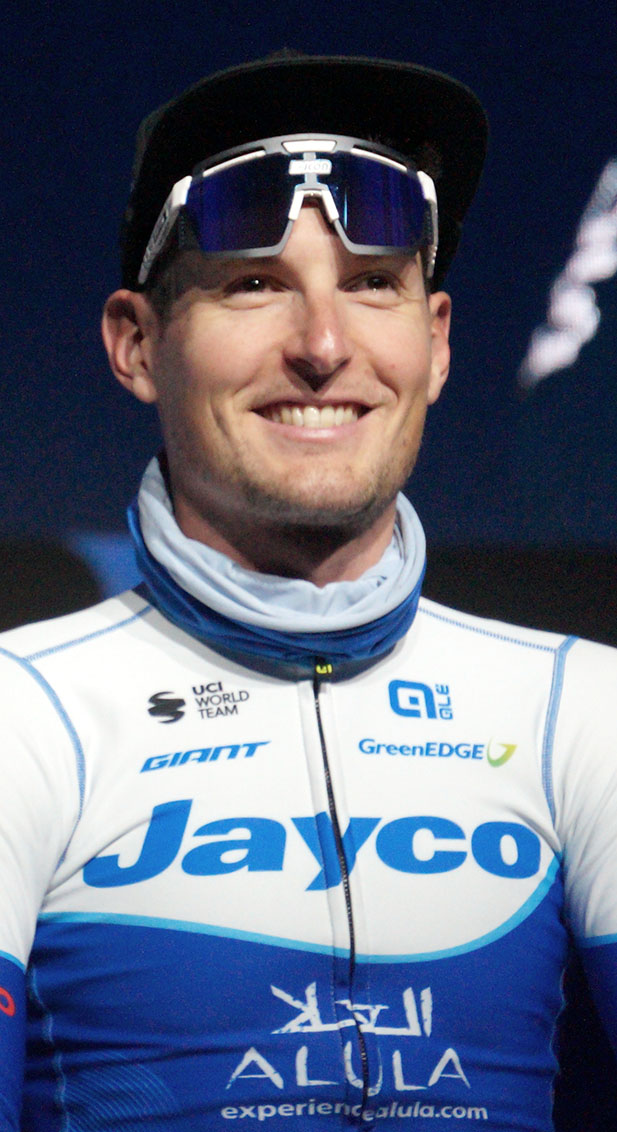
Lukas Pöstlberger
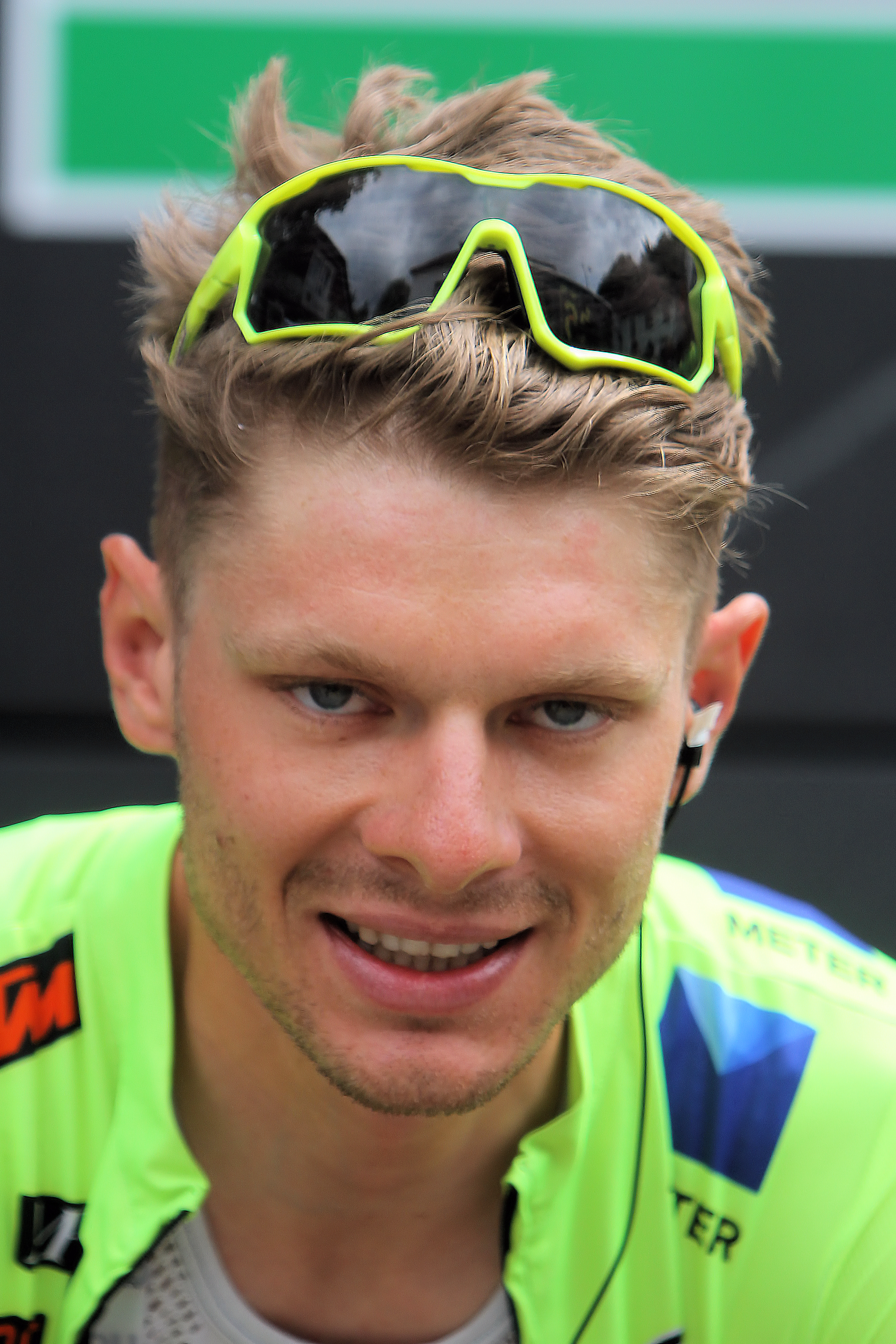
Sebastian Schönberger
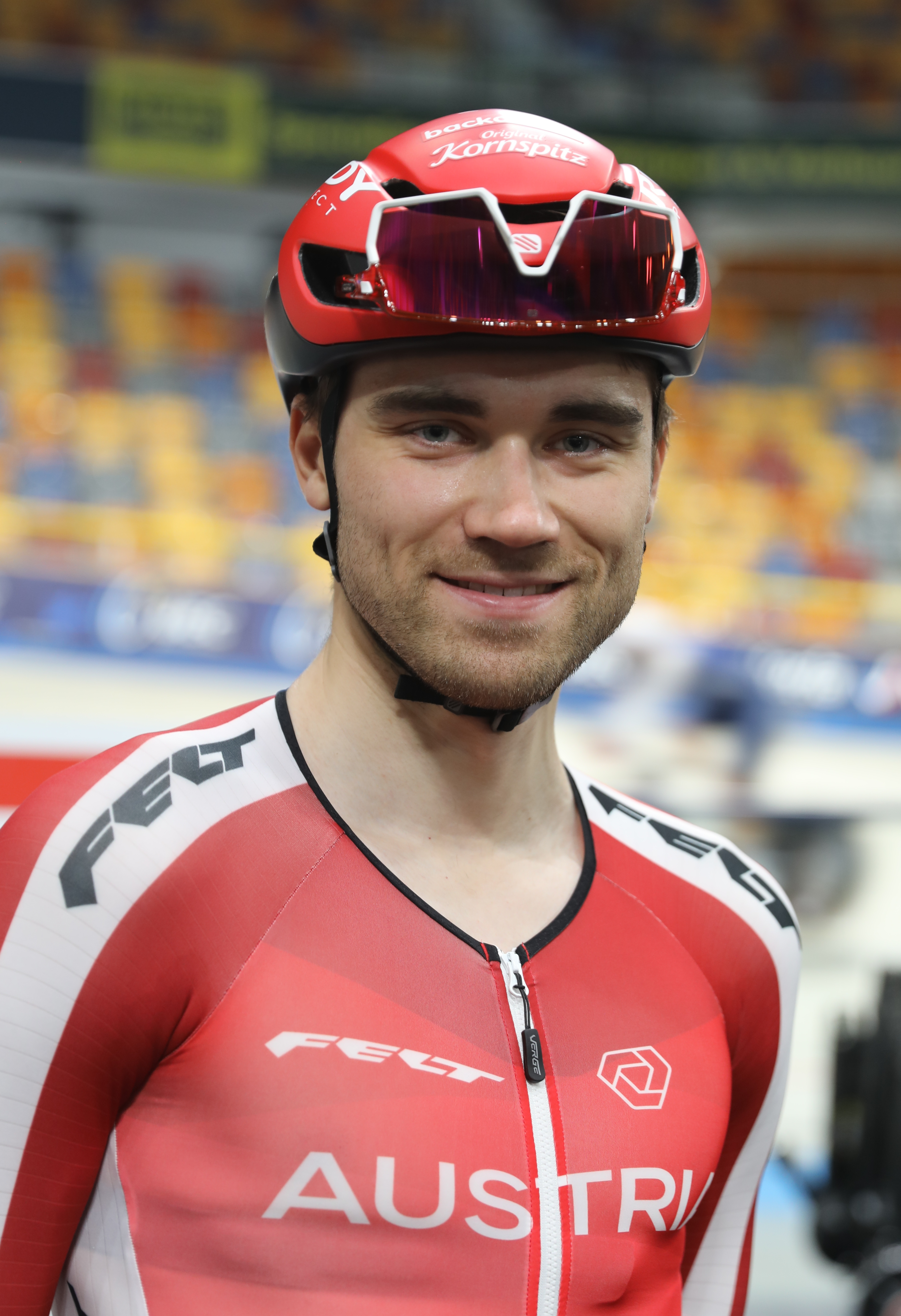
Felix Ritzinger

- Männer U23: Paul Buschek (SR), Benjamin Eckertstorfer (SR), Philipp Hofbauer (SR), Stefan Kovar (SR), David Paumann (SR), Sebastian Putz (SR), Marco Schrettel (SR), Adrian Stieger (SR), Tim Wafler (SR)

- Juniorinnen: Sophie Walcher (EZF, SR), Ramona Grießer (SR), Elina Unterholzer (SR)
- Junioren: Anatol Riedl (DR), Heimo Fugger (SR, EZF) Johannes Kosch (SR), Valentin Poschacher (SR, EZF), Felix Rützler (SR), Paul Viehböck (SR)

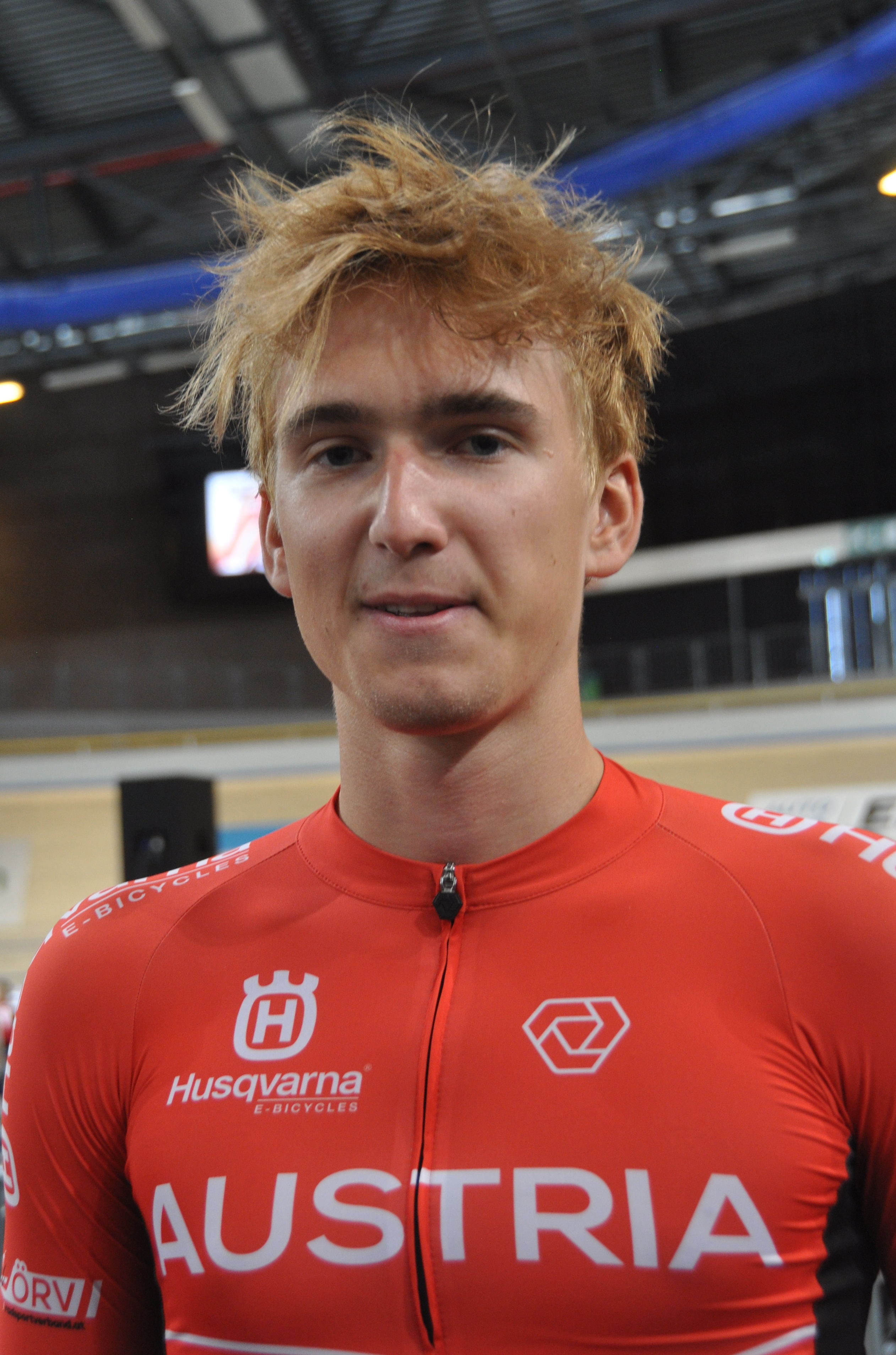
Paul Buschek
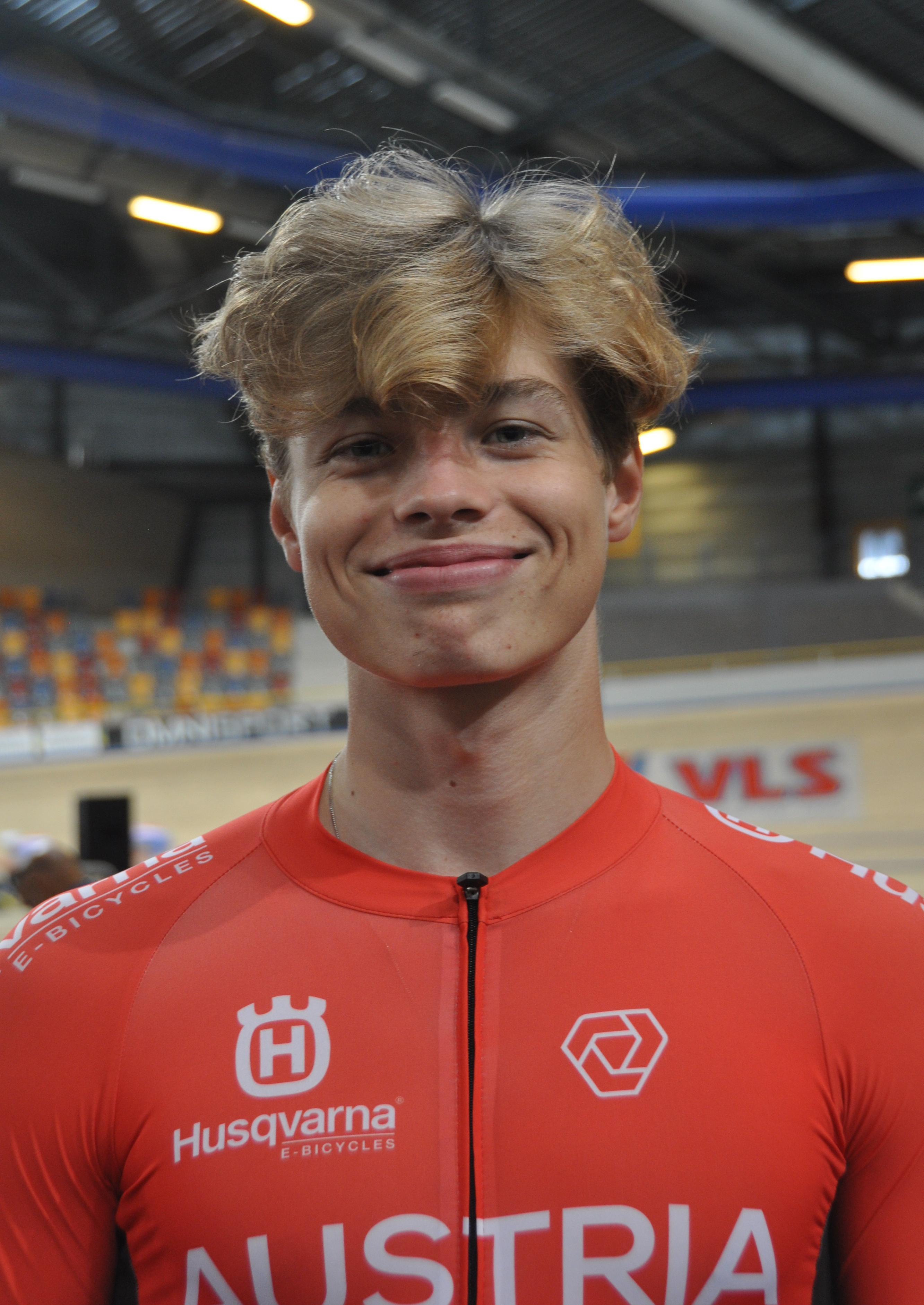
Stefan Kovar
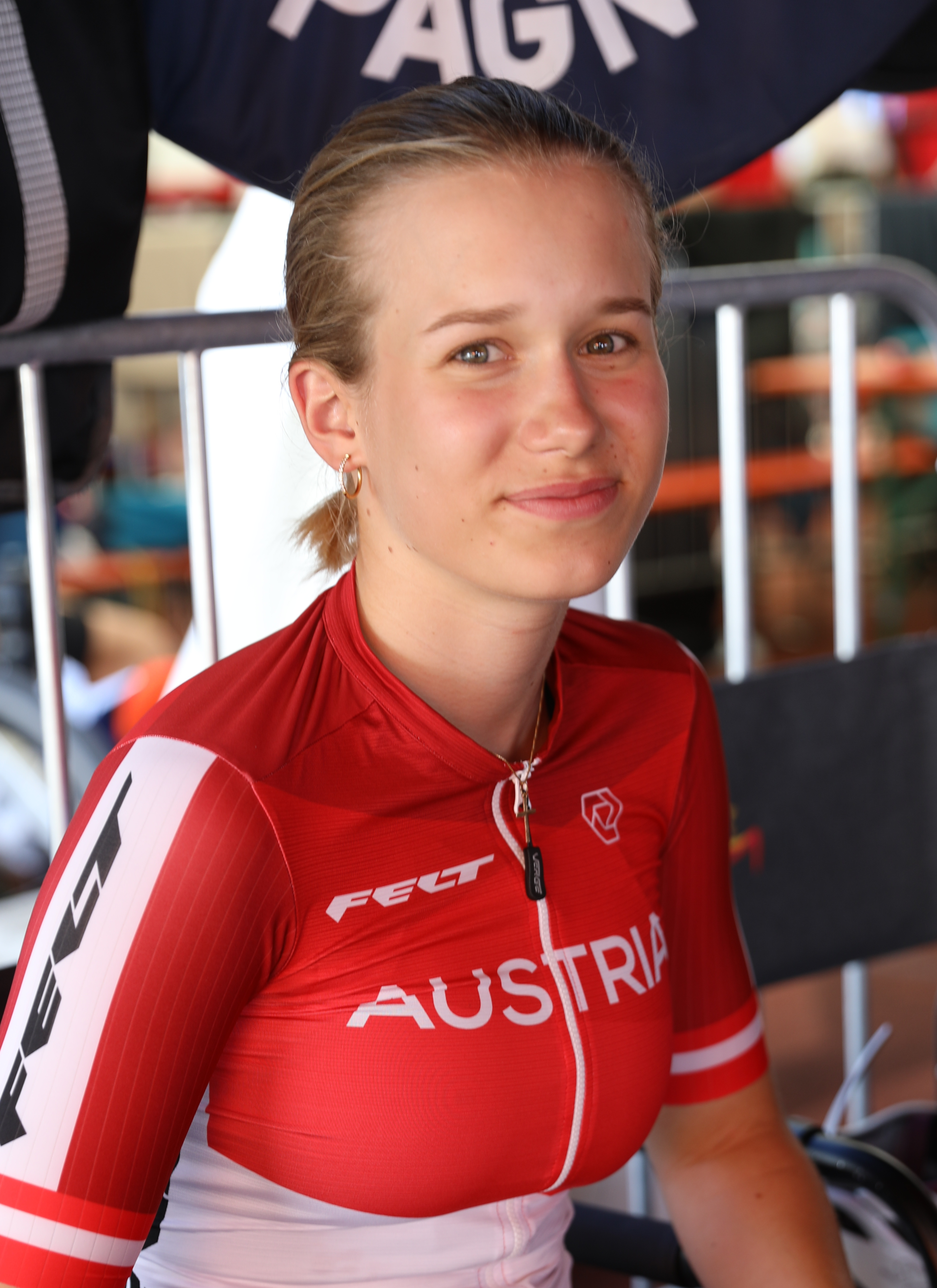
Sophie Walcher
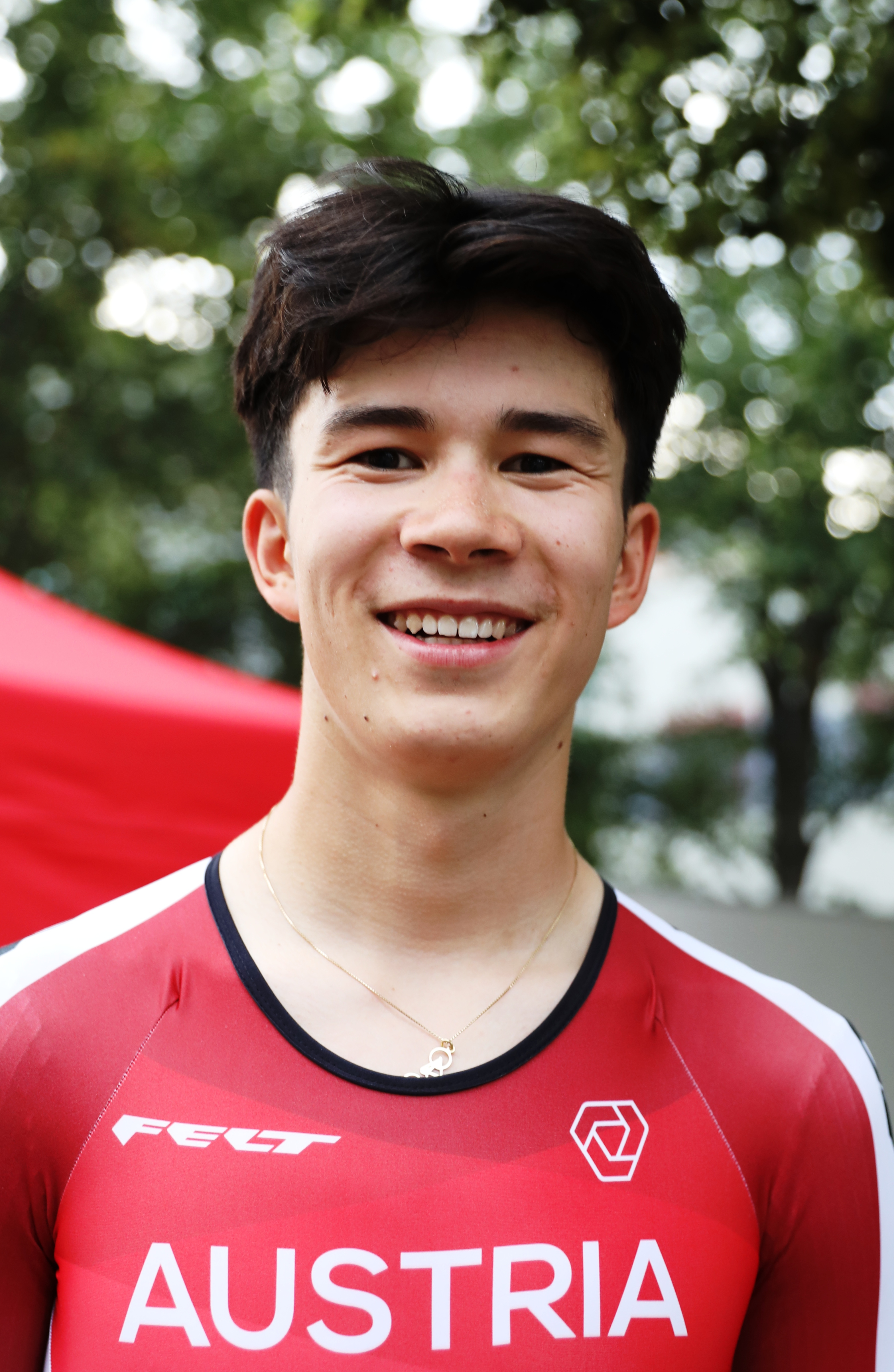
Heimo Fugger

### Swiss Cycling
- Frauen: Caroline Baur (SR), Elise Chabbey (SR), Lea Fuchs (SR), Elena Hartmann (EZF, SR), Noemi Rüegg (EZF, SR), Léa Stern (EZF, SR), Larissa Tschenett (SR)
- Männer: Antoine Aebi (SR), Stefan Bissegger (EZF, SR), Tom Bohli (EZF, SR), Nils Brun (SR), Noah Bögli (SR), Stefan Küng (EZF, SR), Fabian Lienhard (SR), Simon Pellaud (SR), Matthias Reutimann (SR), Roland Thalmann (SR)

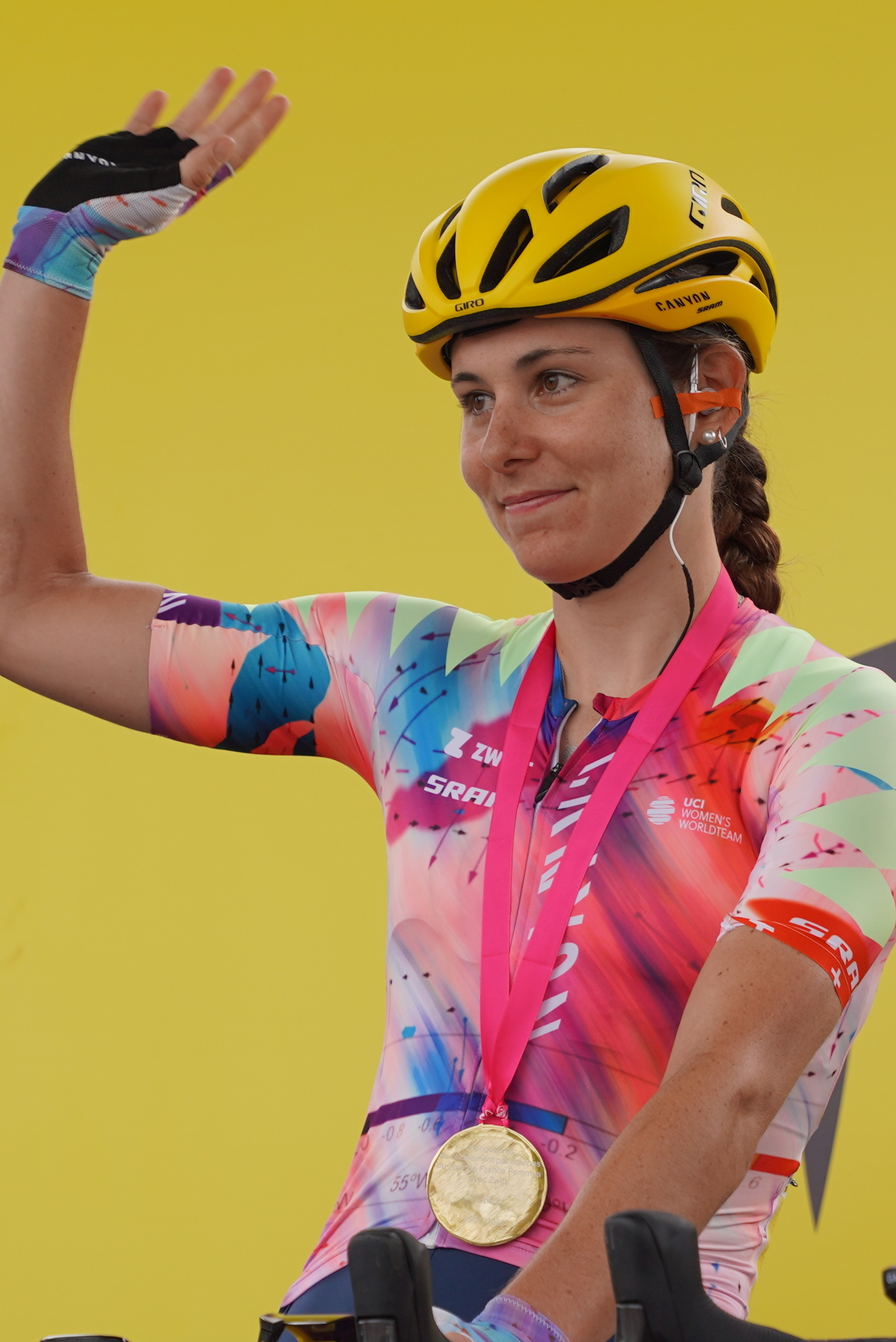
Elise Chabbey
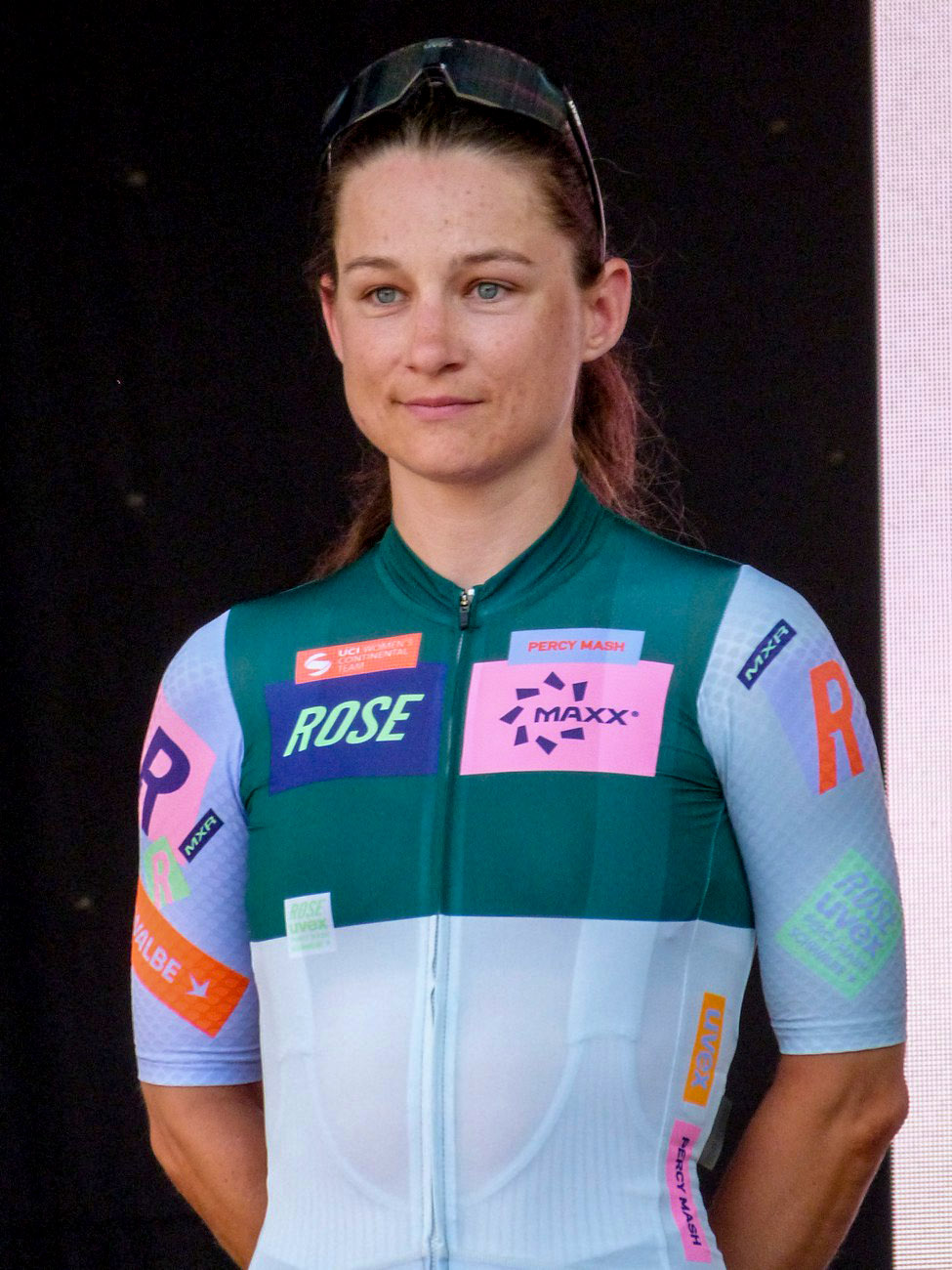
Lea Fuchs
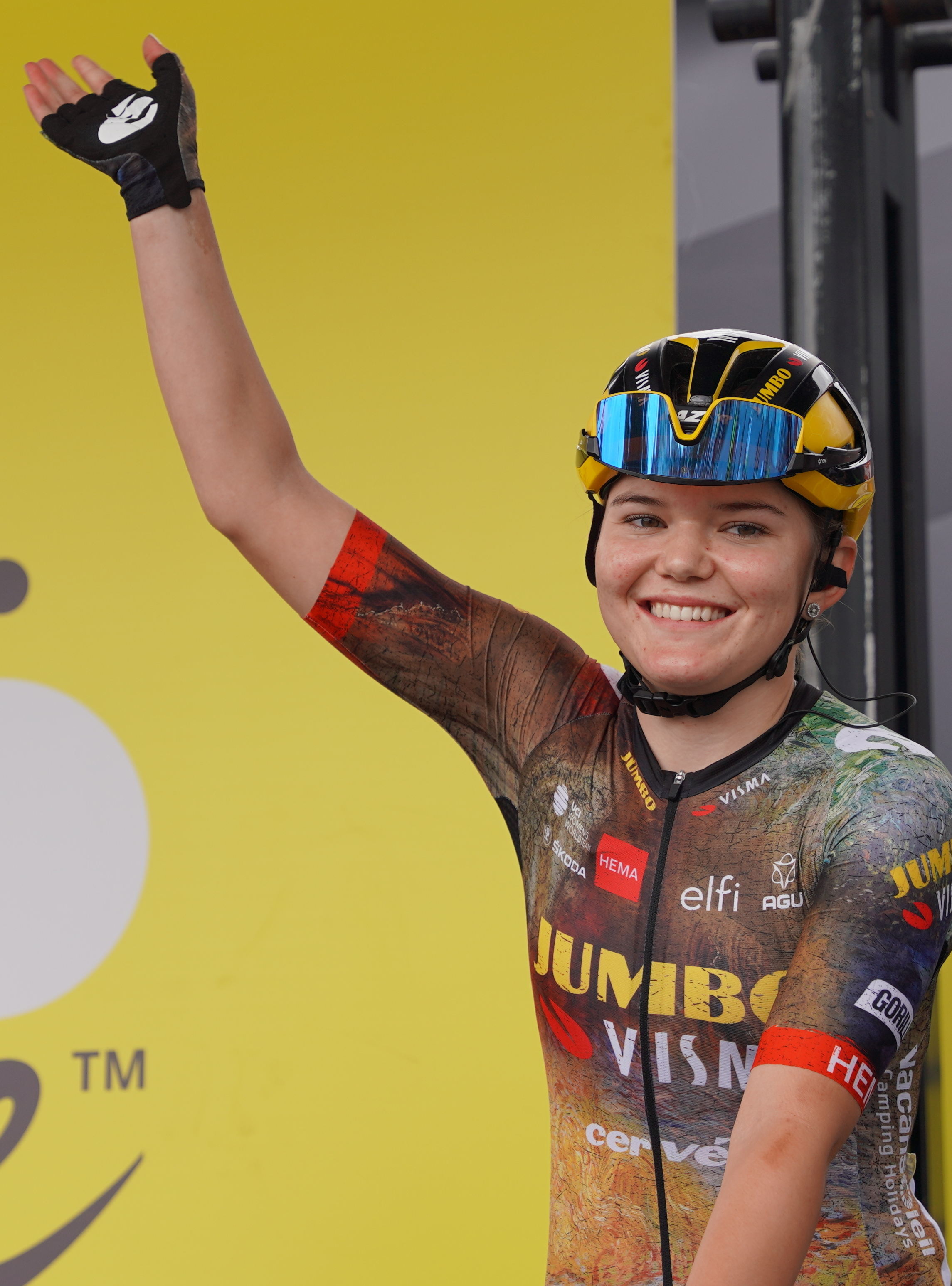
Noemi Rüegg
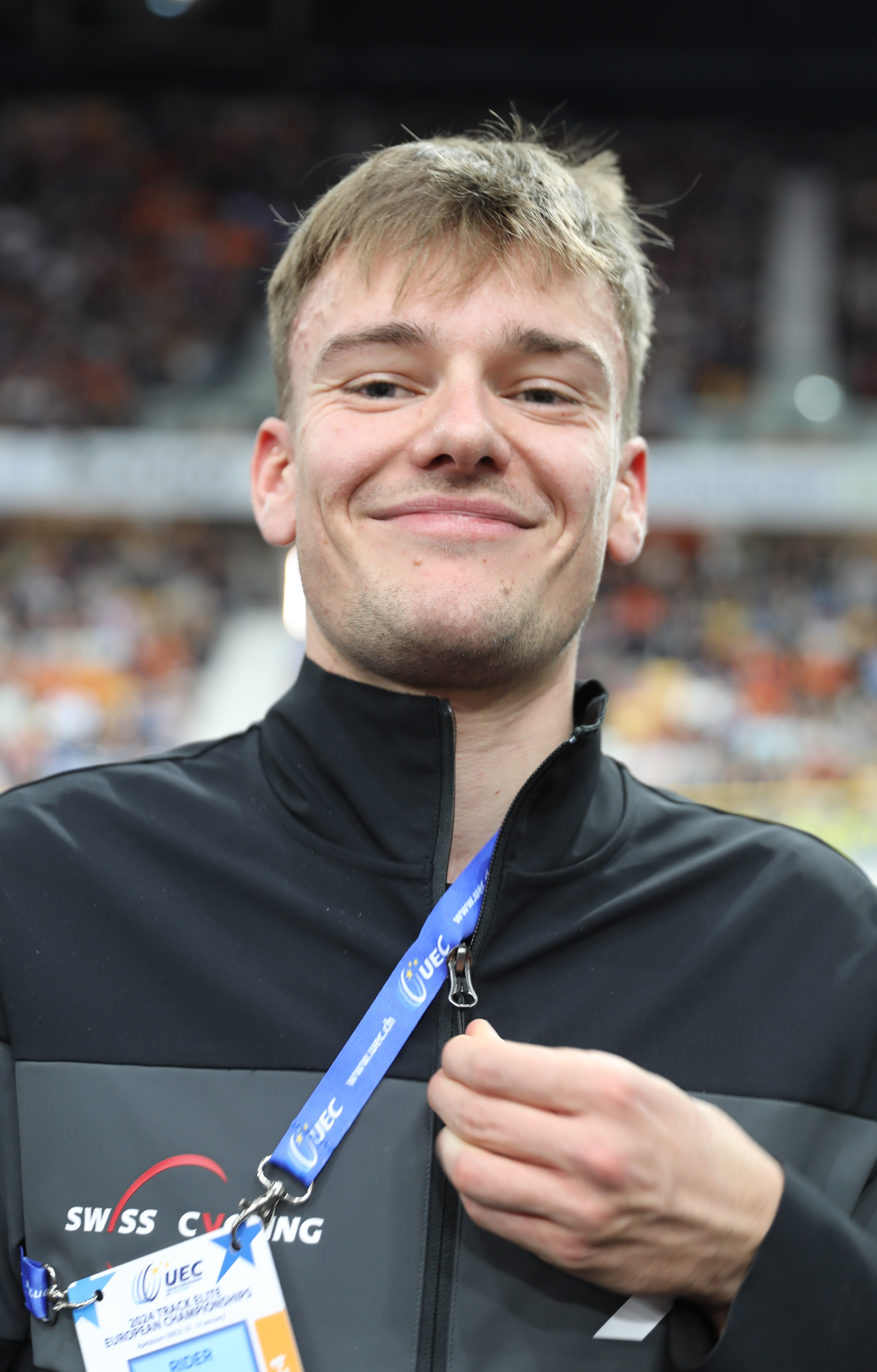
Noah Bogli
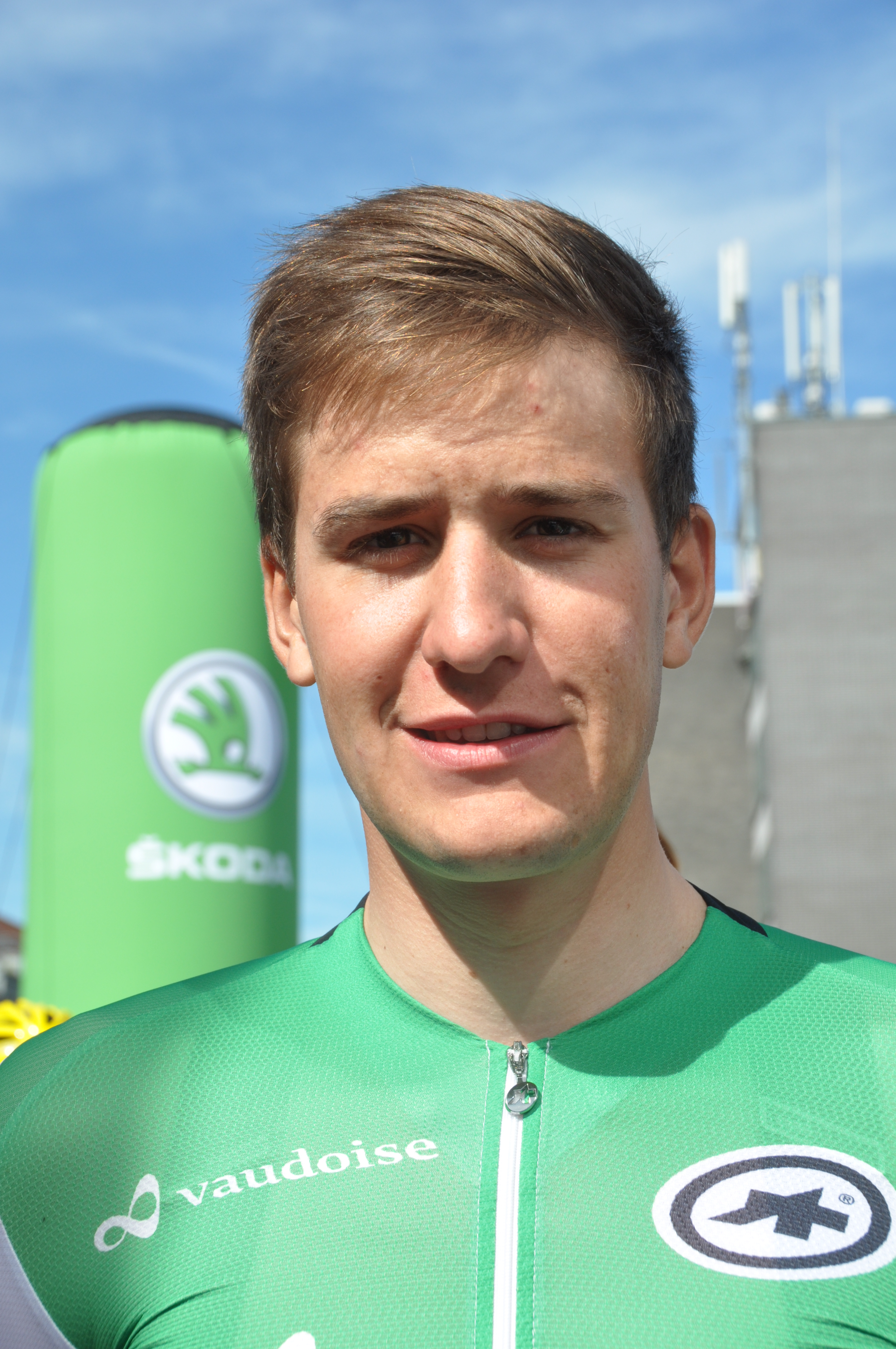
Matthias Reutimann
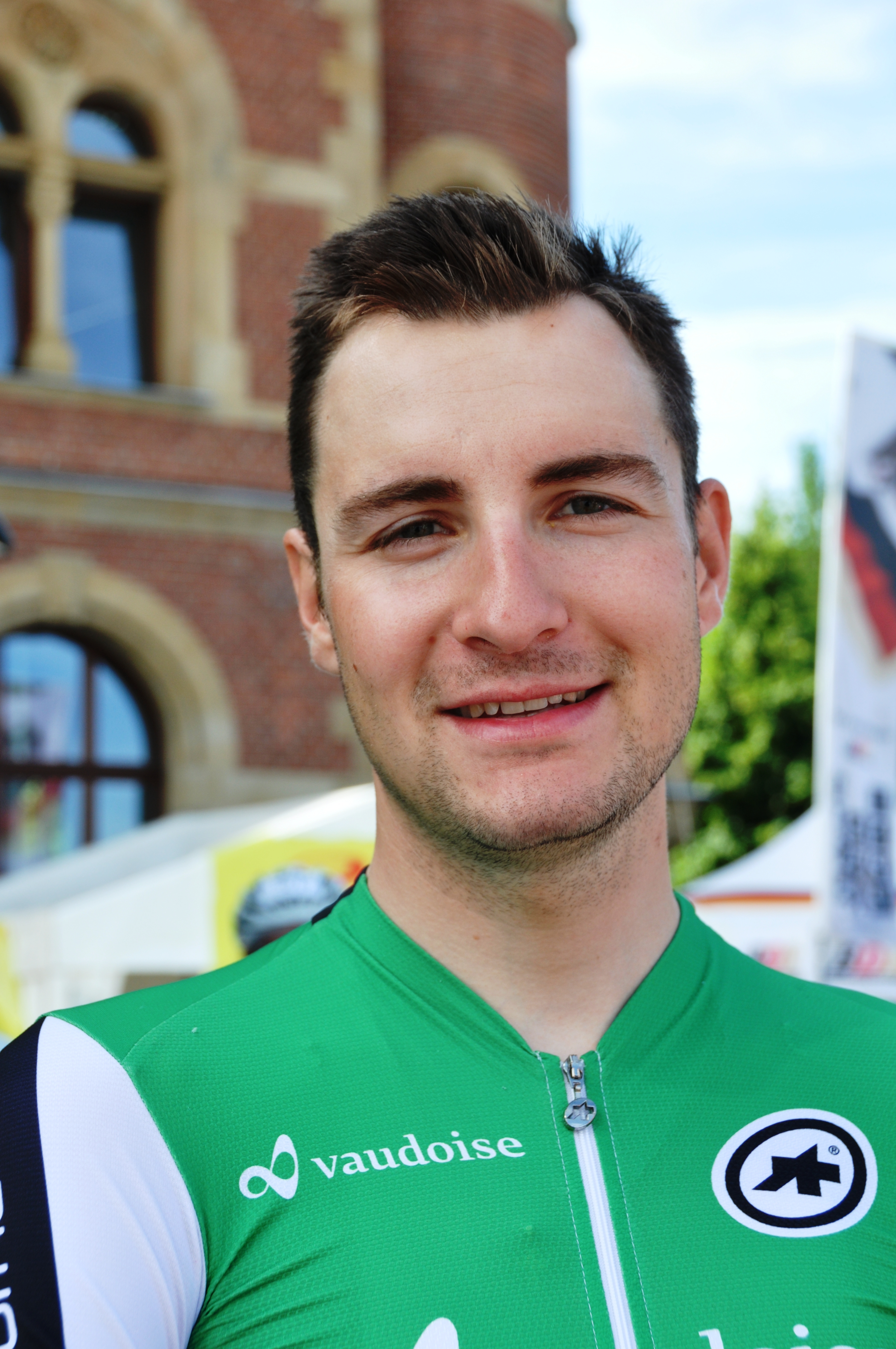
Roland Thalmann

- Frauen U23: Ginia Caluori (SR), Lea Huber (SR), Lorena Leu (SR), Jasmin Liechti (EZF, SR), Zoe Schiess (SR), Janice Stetler (SR), Linda Zanetti (EZF, SR)
- Männer U23: Nils Aebersold (SR), Ilian Barhoumi (SR), Diego Casagrande (SR) Fabio Christen (EZF, SR), Roman Holzer (SR), Arnaud Tendon (SR), Fabian Weiss (EZF, SR)

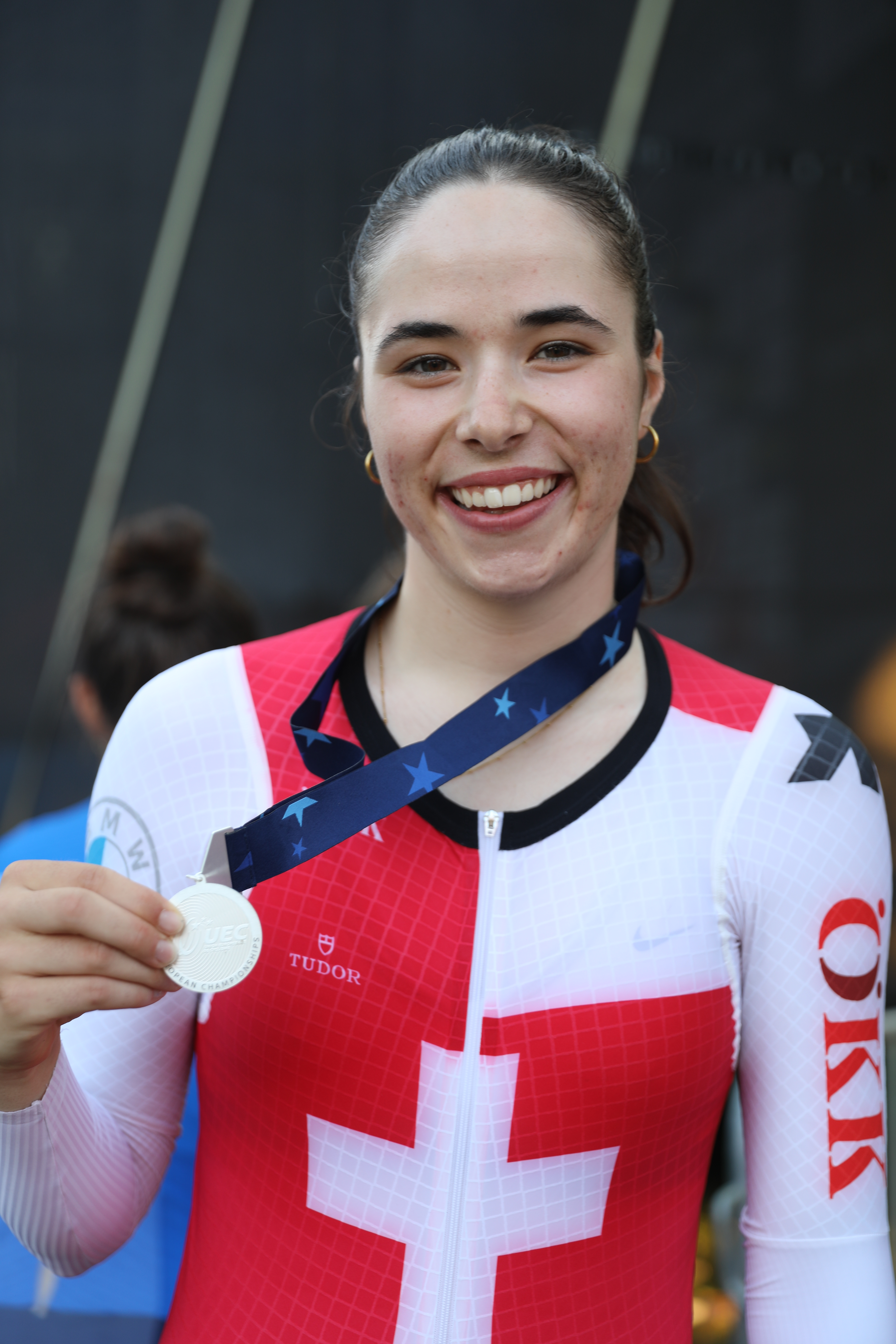
Lorena Leu
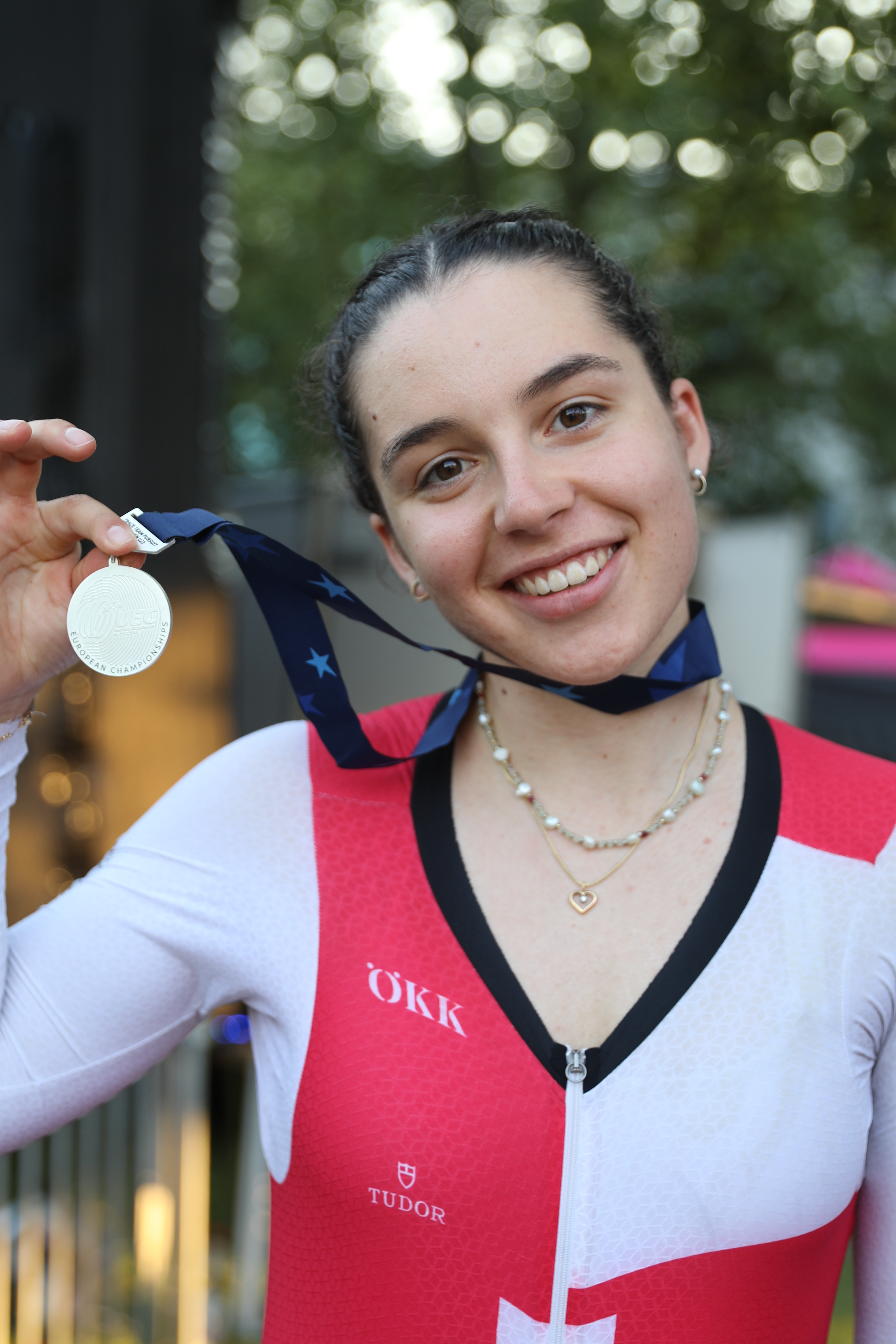
Jasmin Liechti
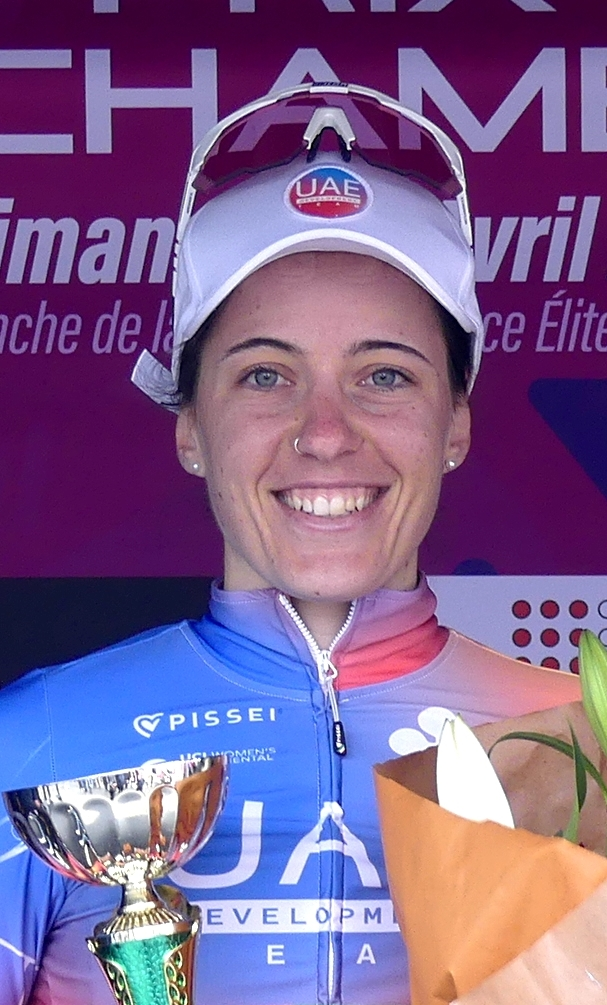
Linda Zanetti
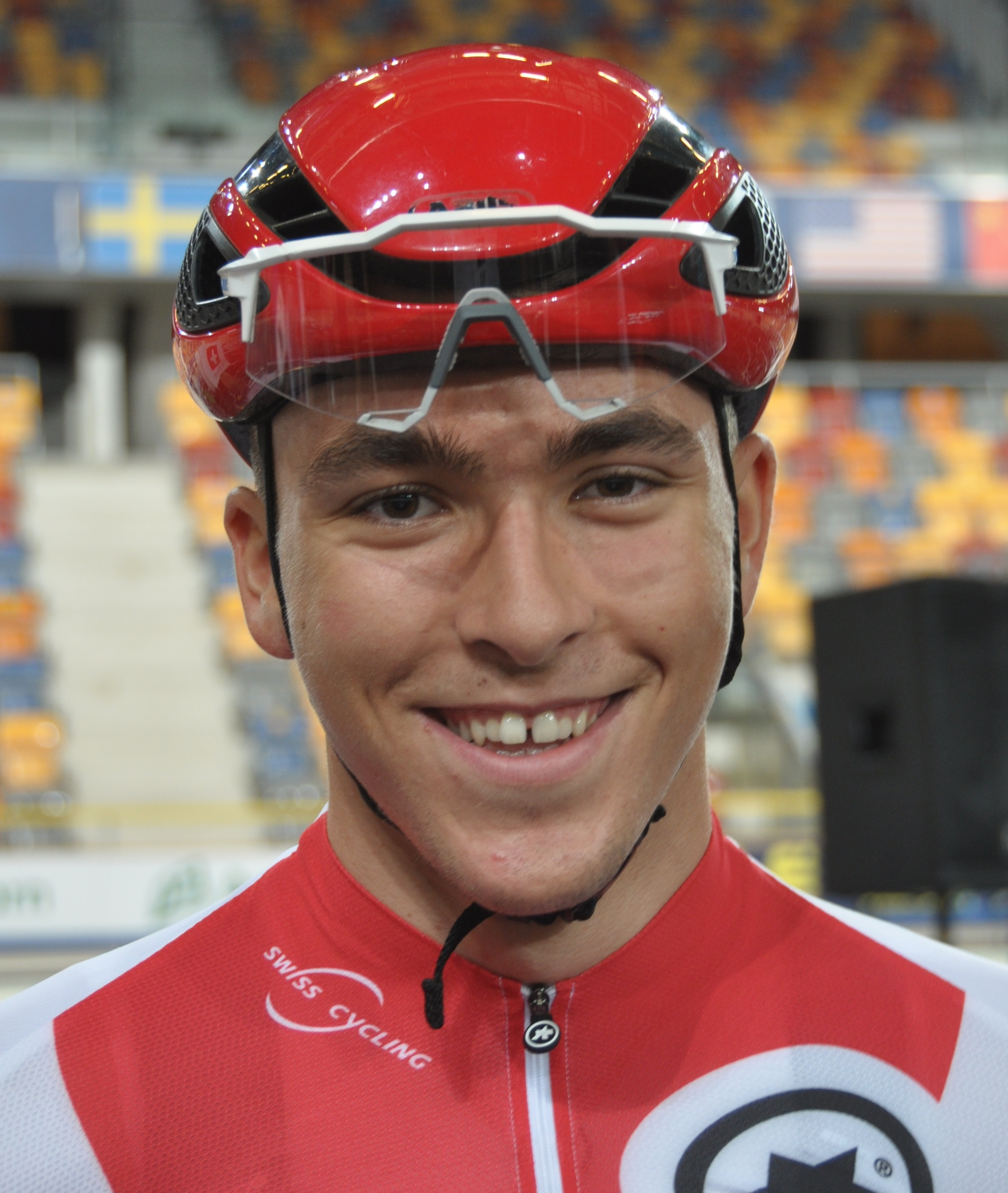
Arnaud Tendon
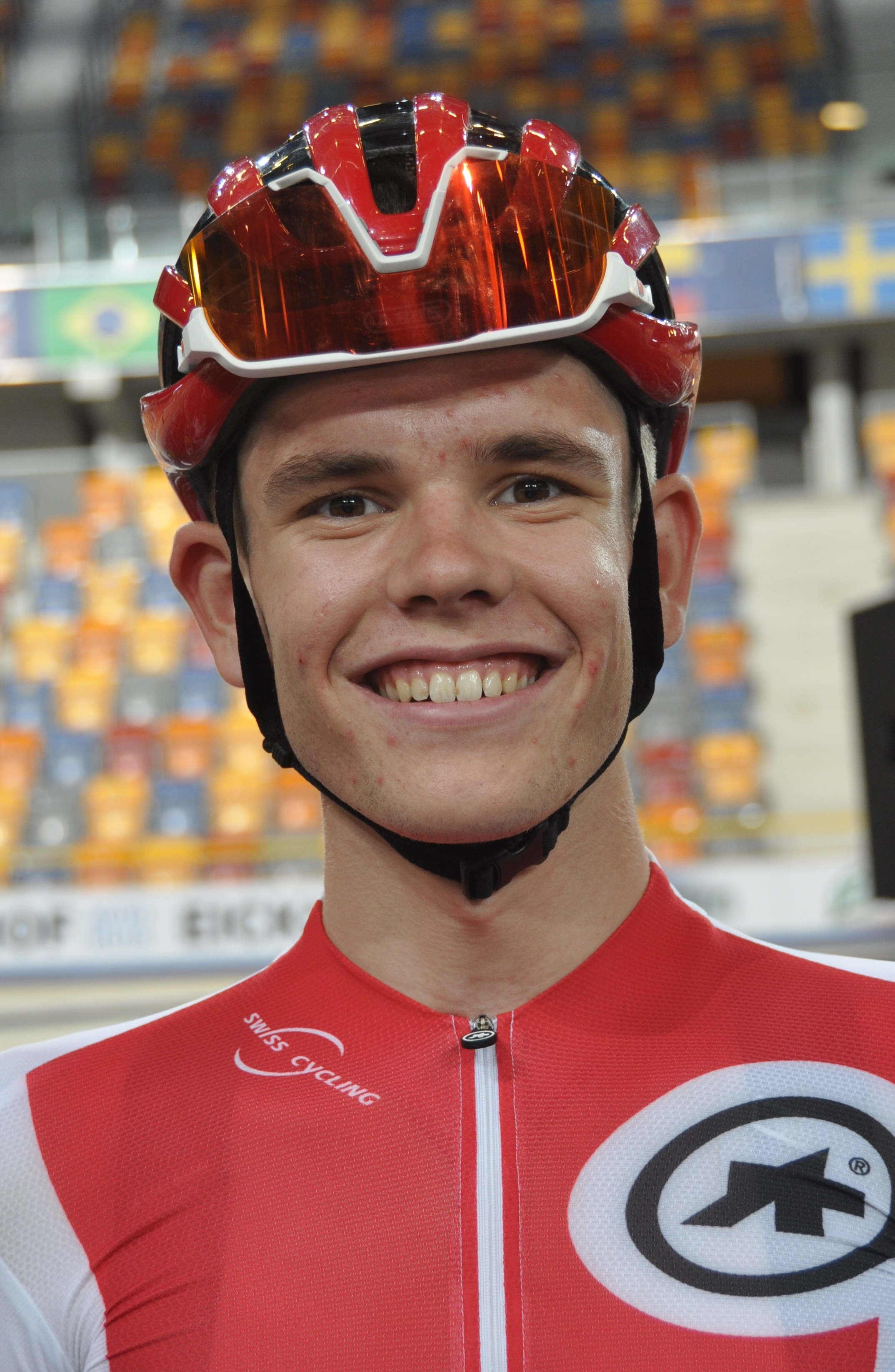
Fabian Weiss
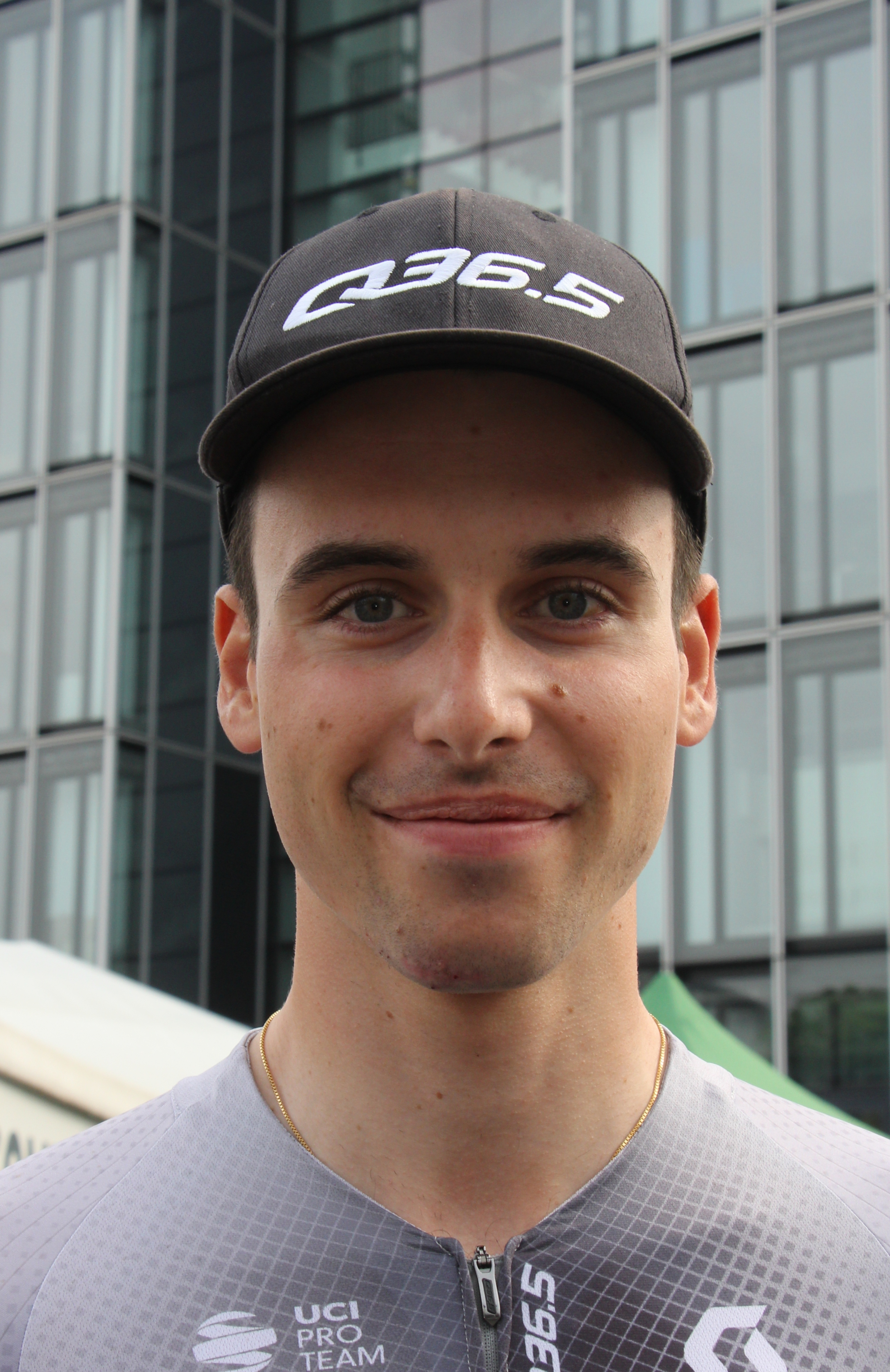
Fabio Christen

- Juniorinnen: Muriel Furrer (EZF, SR, MS), Noémie Gret (SR, MS), Lara Liehner (EZF, SR, MS), Chiara Mettier (SR, MS), Selina Vonmoos (SR)
- Junioren: Nicolas Bialon (EZF, SR, MS), Luca Bovet (SR, EZF, MS), Mauro Dürr (SR), Nicolas Ginter (EZF, SR), Cedric Graf (SR), Florian Hochuli (SR), Sven Sommer (EZF, SR, MS), Noel Toth (EZF, SR, MS), Sirio Trisconi (SR)